# Chiến dịch tấn công chiến lược Iaşi–Chişinău
Chiến dịch tấn công chiến lược Iaşi–Chişinău hay Chiến dịch tấn công chiến lược Jassy-Kishinev (tiếng Nga: Ясско-кишинёвская стратегическая наступательная операция,, gọi tắt là Chiến dịch Iaşi-Chişinău hay Chiến dịch Jassy-Kishinev  là một chiến dịch tấn công chiến lược của Liên Xô nhằm vào phát xít Đức và các nước phụ thuộc trong Chiến tranh Xô-Đức, diễn ra trên phần đất thuộc Moldova và phía Đông Romania ngày nay. Tên chiến dịch được đặt theo hai thành phố lớn là Iaşi và Chişinău, nơi đánh dấu vị trí diễn ra chiến dịch. Chiến dịch Iaşi-Chişinău diễn ra từ ngày 20 đến 30 tháng 8 năm 1944, do Phương diện quân Ukraina 2 và Phương diện quân Ukraina 3 thực thi chống lại Cụm Tập đoàn quân Nam Ukraina bao gồm các đơn vị Đức và Romania. Mục tiêu của chiến dịch là đánh tan Cụm Tập đoàn quân Nam Ukraina, thu hồi lãnh thổ của nước Cộng hòa Xã hội chủ nghĩa Xô viết Moldavia, mở đường vào Romania và bán đảo Balkan.
Chiến dịch tấn công chiến lược Iaşi–Chişinău là chiến dịch mở màn cho các hoạt động quân sự của quân đội Liên Xô trong năm 1944 tại khu vực bán đảo Balkan. Chỉ sau 10 ngày chiến đấu, quân đội Liên Xô đã đánh tan 18 trong số 26 sư đoàn Đức Quốc xã, 12 trong số 23 sư đoàn Romania. Riêng số quân Đức và Romania bị hợp vây tại "cái chảo" lớn ở phía Nam Chişinău và 5 "cái chảo" nhỏ hơn ở Huşi, Vaslui, Birlad, Onesti và Akkerman đã lên đến gần hơn 20 sư đoàn, trong đó có 16 sư đoàn Đức. Tại đó, Tập đoàn quân 6 (Đức) và các tập đoàn quân 3, 4 Romania đều là các đơn vị tái lập sau chiến dịch Stalingrad và được Hitler mệnh danh là những "đạo quân báo thù" nhưng lại bị tiêu diệt một lần nữa tại khu vực Iaşi-Chişinău. Chỉ có Tập đoàn quân 8 và Quân đoàn độc lập 17 (Đức) tạm thời tránh được các đòn tấn công ban đầu do quân đội Liên Xô không hướng mũi tấn công chính vào họ. Tuy nhiên, ở giai đoạn sau của chiến dịch, khi quân đội Liên Xô mở các mũi tấn công sang vùng Transilvania thì các đơn vị này cũng bị thiệt hại nặng, buộc phải bỏ Romania tháo chạy sang Hungary.
Chiến dịch Iaşi-Chişinău là một thắng lợi lớn của Hồng quân Liên Xô với việc toàn bộ quân Đức và Romania đồn trú trong khu vực bị bao vây và tiêu diệt, tạo tiền đề cho các cuộc tấn công chiến lược của Hồng quân vào Đông Âu trong các năm 1944 và 1945. Chiến thắng này cũng khiến Romania rời bỏ phe Trục và chuyển sang liên minh với Liên Xô, chống lại nước Đức Quốc xã. Chiến thắng này còn ảnh hưởng đến các đồng minh của Đức và các chính quyền thân Đức trong khu vực. Chính quyền thân Đức tại Bulgaria mặc dù nắm trong tay hai tập đoàn quân nhưng hầu hết sĩ quan chỉ huy các tập đoàn quân này đều đã đứng về lập trường chống lại chế độ Đức Quốc xã. Các cụm tập đoàn quân F và G của Đức ở Nam Tư và Hy Lạp bắt đầu phải tính đến việc rút khỏi bán đảo này khi phong trào chiến tranh du kích chống Đức Quốc xã phát triển và quân đội Liên Xô đang tấn công tỏa ra khắp bán đảo Balkan sau chiến dịch. Chỉ còn các chính quyền Slovakia và Hungary là vẫn giữ lập trường thân Đức và cung cấp các sư đoàn cho quân đội Đức Quốc xã chống lại Liên Xô và các đồng minh.

## Bối cảnh

### Tình hình quân sự
Kết quả của Chiến dịch tấn công Uman–Botoşani và Chiến dịch tấn công Odessa từ đầu tháng 3 đến giữa tháng 4 năm 1944 đã đưa quân đội Liên Xô tiến ra đến biên giới với Romania. Tại cánh phải của Phương diện quân Ukraina 2, các tập đoàn quân 27, 40, cận vệ 7 và xe tăng cận vệ 6 đã vượt sông Prut và tiến vào lãnh thổ Romania. 5 tập đoàn quân cánh trái của Phương diện quân Ukraina 2 và 5 tập đoàn quân của Phương diện quân Ukraina 3 đã tiến đến lãnh thổ Moldova và tuyến hạ lưu sông Danube. Cuối tháng 4, đầu tháng 5 năm 1944, Phương diện quân Ukraina 2 đã có kế hoạch mở Chiến dịch Iaşi-Paşcani nhằm đánh chiếm thành phố Iaşi trong hành tiến nhưng quân đội Đức Quốc xã đã "ra tay trước". Trong tháng 5 năm 1944, quân đội Đức Quốc xã điều động đến khu vực này các sư đoàn xe tăng 14, 23, 24, "Totenkopf" và Sư đoàn cơ giới "Đại Đức" rút từ Nam Tư và các khu vực mặt trận yên tĩnh hơn đã cùng với Sư đoàn xe tăng 13, Sư đoàn cơ giới 10 và 7 sư đoàn bộ binh tại khu vực Đông Bắc Romania ổn định được tuyến phòng thủ. Ngày 30 tháng 5, Cụm tập đoàn quân Nam Ukraina (Đức) mở cuộc phản công lớn tại khu vực Iaşi-Paşcani. Ngày 9 tháng 6, quân Đức đã thọc sâu vào tuyến phòng thủ của quân đội Liên Xô 30 km và bất chấp những thiệt hại đã tung hết lực lượng dự bị chiến dịch ra để giành thắng lợi trên hướng Bălţi với ý đồ tiến vào sau lưng 4 tập đoàn quân Liên Xô đã vượt sang hữu ngạn sông Prut. Mặc dù chặn được đòn phản công của 12 sư đoàn Đức nhưng cánh phải của Phương diện quân Ukraina 2 (Liên Xô) cũng phải trả giá đắt trong các trận đánh phòng ngự. Nhận thấy quân đội Liên Xô trên hướng Nam không còn khả năng tấn công trong mùa hè năm 1944, nên vào đầu tháng 5 năm đó, Bộ Tổng tư lệnh tối cao Liên Xô đã điều Tập đoàn quân xe tăng cận vệ 5 đến Phương diện quân Byelorussia 3 để chuẩn bị cho các đòn đột kích mới trong Chiến dịch Bagration, Tập đoàn quân xe tăng 4 cũng được điều đi tăng cường cho Phương diện quân Ukraina 1 để chuẩn bị mở Chiến dịch Lvov-Sandomierz.
Mặc dù đến tháng 7 năm 1944, Cụm Tập đoàn quân Nam Ukraina (Đức) vẫn sở hữu lực lượng tăng thiết giáp hùng mạnh nhất của nước Đức phát xít nhưng đến tháng 8 năm 1944, binh lực đó đã bị mỏng đi do Bộ Tổng tư lệnh quân đội Đức Quốc xã đã điều các sư đoàn xe tăng 14, 23, 24, "Totenkopf" và "Đại Đức" đến các khu vực Baltic, Byelorussia, Bắc Ukraina và Ba Lan để đối phó với cuộc tổng tấn công của quân đội Liên Xô trên hướng Byelorussia và cuộc tấn công của Phương diện quân Ukraina 1 tại Tây Bắc Ukraina và Đông Nam Ba Lan. Vì vậy, đến tháng 8 năm 1944, lực lượng tăng thiết giáp của Cụm Tập đoàn quân Nam Ukraina (Đức) chỉ còn lại các Sư đoàn xe tăng 13 và Sư đoàn bộ binh cơ giới 10 của Đức. Để bù vào sự thiếu hụt này, quân đội Đức Quốc xã đã trang bị lại cho Sư đoàn xe tăng "Đại Romania" của Romania bằng các xe tăng Đức, trong đó có hơn 80 xe tăng Tiger-I.

### Tình hình chính trị
Giống như nhiều vùng đất của các quốc gia nhỏ ở châu Âu, do sự chiếm đóng, can thiệp và áp đặt của nhiều đế quốc lớn qua các thời đại nên bán đảo Balkan là vùng đất có lịch sử tranh chấp lãnh thổ rất phức tạp giữa các nước láng giềng. România trong quá khứ có tranh chấp lãnh thổ với Đế quốc Nga tại vùng Moldova và Bắc Bukovina; với Đế quốc Áo-Hung tại vùng Transilvania; với Bulgaria tại vùng Dobruja. Ngoài vùng Dobruja, Bulgaria còn có tranh chấp lãnh thổ với Nam Tư tại các vùng Dimitrovgrad, Surdulica và Bosilegrad, với Hy Lạp tại vùng Kavála. Đến lượt mình, Nam Tư cũng có tranh chấp lãnh thổ với Albania tại vùng Kosovo. Hy Lạp thì tranh chấp với Thổ Nhĩ Kỳ vùng Bizantium (Constantinopolis). Khi tiến đánh quân Đức tại Balkan, quân đội Liên Xô sẽ phải đối mặt với tất cả những mâu thuẫn chằng chịt tích tụ lại từ hàng chục thế kỷ trước đó. Trong nhật lệnh gửi quân đội và nhân dân Liên Xô ngày 1 tháng 5 năm 1944, Tổng tư lệnh I. V. Stalin nhấn mạnh:
| “               | Ở nước ngoài, bộ đội ta sẽ chiến đấu trong một bối cảnh chính trị khác về cơ bản với bối cảnh chính trị xã hội chủ nghĩa trên đất nước chúng ta. Ở đó, quyền lợi của các giai cấp đối kháng sẽ ảnh hưởng đến quá trình đấu tranh vũ trang, đến sự hiệp đồng với các nước đồng minh. Chúng ta sẽ có những người bạn tốt, song cũng sẽ có những kẻ thù, nhất là trong hàng ngũ các giới cầm quyền trước đây và trong tầng lớp những người dân ủng hộ các giới cầm quyền đó. | ” |
| — I. V. Stalin. | |   |

Những tranh chấp này đã tạo nên những mâu thuẫn trong khu vực và trở thành cơ sở để các cường quốc trong thế kỷ XX chi phối với vai trò trọng tài. Theo Hiệp ước Versailles năm 1920, vùng Transilvania thuộc Romania nhưng tại Phán quyết Viên lần thứ nhất ngày 2 tháng 11 năm 1938, để tranh thủ Hungary, một đồng minh thân cận của mình, Adolf Hitler đã lấy vùng Transilvania "tặng" cho Miklós Horthy, nhiếp chính của Vương quốc Hungary. Các nước đồng minh chống phát xít, trong đó có Liên Xô phản đối việc này. Tại Hội nghị Tehran, các đồng minh đã đi đến một thỏa thuận về nguyên tắc, cần lấy đường biên giới được hình thành tại Hiệp ước Versailles 1920 làm cơ sở để giải quyết tranh chấp. Tiếp theo, các nước trong vùng cần đàm phán về đường biên giới trong sự trung gian bảo trợ của các cường quốc.
Vào giai đoạn suy tàn và đi đến sụp đổ của nước Đức Quốc xã, tình hình các nước vùng Balkan đã có nhiều động thái trái ngược nhau. Trong khi chính quyền Bulgaria của vua Boris III tự buộc chặt mình với chế độ Quốc xã thì những người cộng sản Bulgaria lại kiên trì các hoạt động chiến tranh du kích và kiểm soát được một số vùng núi trong nước. Tương tự như vậy, phong trào du kích của những người cộng sản Nam Tư do nguyên soái Josip Broz Tito lãnh đạo đã thu được thành quả lớn. Quân du kích Nam Tư đã phát triển quy mô đến 3 quân đoàn và kiểm soát nhiều vùng của đất nước. Tại Romania, trong khi Ion Antonescu "làm mình làm mẩy" với Hitler để đòi lại vùng Transilvania thì một số giới chức Romania lại tìm cách liên lạc với các đồng minh Anh - Mỹ để "mời" họ tiến vào Romania trước quân đội Liên Xô theo phương án mở mặt trận thứ hai tại Balkan mà thủ tướng Anh Winston Churchill đã đưa ra tại Hội nghị Tehran tháng 12 năm 1943 nhưng không được Liên Xô và Hoa Kỳ hưởng ứng. Trong khi đó, gần 285.000 đảng viên cộng sản Romania đang chuẩn bị cho một cuộc khởi nghĩa vũ trang để lật đổ chế độ thân phát xít ở Romania. Nhằm ngăn chặn những âm mưu thỏa thuận riêng rẽ có thể gây tác hại cho sự hiệp đồng chiến đấu giữa chính quyền cũng như quân đội các nước đồng minh, ngày 13 tháng 5 năm 1944, các nước đồng minh Anh, Hoa Kỳ và Liên Xô đã cùng ra một tuyên bố mạnh mẽ gửi chính phủ thân phát xít ở các nước Hungary, Romania, Bulgaria và Phần Lan. Tuyên bố nói rõ:
| “ | Chính sách hiện nay của các chính phủ Hungary, Romania, Bulgaria và Phần Lan đã củng cố thêm cho bộ máy chiến tranh của nước Đức Quốc xã. Các nước này có thể rút ngắn thời hạn kết thúc chiến tranh ở châu Âu, giảm bớt tổn thất cho chính mình bằng cách góp phần vào thắng lợi của các nước đồng minh. Muốn vậy, họ phải rút khỏi chiến tranh, đình chỉ ngay việc hợp tác với nước Đức Quốc xã đang có hại đối với chính họ và sử dụng mọi lực lượng, phương tiện hiện có để chống lại chế độ Quốc xã Đức. Họ cần quyết định ngay là họ sẽ ngoan cố bám giữ lấy chính sách nguy hiểm và vô vọng của họ hay là sẽ đóng góp vào thắng lợi chung với các nước đồng minh và do đó, sẽ tránh được trách nhiệm liên lụy đến cuộc chiến tranh của chính quyền Đức Quốc xã | ” |
| — Thay mặt chính phủ các nước đồng minh Anh, Hoa Kỳ và Liên Xô: Anthony Eden, Cordell Hull, Vyacheslav Molotov | |   |

## Binh lực và kế hoạch

### Hồng quân Liên Xô

#### Binh lực
Phương diện quân Ukraina 2 do Đại tướng Rodion Yakovlevich Malinovsky làm tư lệnh, Thượng tướng Matvei Vasilyevich Zakharov làm tham mưu trưởng. Tổng quân số 771.200 người. Thành phần gồm có:
- Tập đoàn quân xe tăng cận vệ 6 do Thiếu tướng Andrey Grigoryevich Kravchenko chỉ huy, trong biên chế có:
  - Quân đoàn xe tăng cận vệ 5:
    - Tăng, thiết giáp: Các lữ đoàn xe tăng cận vệ 20, 21, 22, các trung đoàn pháo tự hành 1416, 1462, Tiểu đoàn xe bọc thép cận vệ 127.
    - Bộ binh cơ giới: Lữ đoàn cơ giới cận vệ 6, Tiểu đoàn mô tô trinh sát 80.
    - Pháo, súng cối: Trung đoàn pháo chống tăng 1667, Trung đoàn súng cối 454, Trung đoàn phòng không 1696

  - Quân đoàn xe tăng 18 của Thiếu tướng V.I. Polozkov:
    - Tăng, thiết giáp: Các lữ đoàn xe tăng 110, 170, 181; Trung đoàn pháo tự hành 1438; tiểu đoàn xe bọc thép cận vệ 106
    - Bộ binh cơ giới: Lữ đoàn cơ giới 32, tiểu đoàn mô tô 78
    - Pháo, súng cối: Trung đoàn pháo chống tăng 1000, Trung đoàn súng cối 292, Trung đoàn phòng không 1694.

  - Quân đoàn cơ giới cận vệ 5:
    - Bộ binh cơ giới: Các lữ đoàn cơ giới cận vệ 2, 9, 45; Tiểu đoàn mô tô trinh sát 64;
    - Tăng, thiết giáp: Lữ đoàn xe tăng 233, các trung đoàn pháo tự hành 697, 745, 1494, Tiểu đoàn xe bọc thép cận vệ 35;
    - Pháo, súng cối: Trung đoàn súng cối 485, Trung đoàn phòng không 1700.

  - Các đơn vị trực thuộc tập đoàn quân:
    - Lữ đoàn pháo binh 6
    - Trung đoàn xe tăng 145
    - Trung đoàn xe bọc thép 4
    - Tiểu đoàn công binh 181.
- Cụm quân kỵ binh cơ giới do Thượng tướng Issa Aleksandrovich Pliyev chỉ huy, trong biên chế có:
  - Quân đoàn kỵ binh cận vệ 4:
    - Kỵ binh: Sư đoàn cận vệ 9, các sư đoàn 10, 30
    - Thiết giáp: Các trung đoàn xe tăng 128, 134, 151, Trung đoàn pháo tự hành 1815
    - Pháo binh: Trung đoàn Katyusha cận vệ 12, Trung đoàn pháo chống tăng 152, Trung đoàn phòng không 255, Trung đoàn súng cối cận vệ 48

  - Quân đoàn kỵ binh cận vệ 5:
    - Kỵ binh: Các sư đoàn cận vệ 11, 12 và Sư đoàn 63
    - Thiết giáp: Trung đoàn pháo tự hành 1896, Tiểu đoàn xe tăng độc lập cận vệ 5
    - Cơ giới: Tiểu đoàn mô tô cận vệ 9
    - Pháo binh: Trung đoàn pháo chống tăng cận vệ 150, Trung đoàn súng cối cận vệ 72, Trung đoàn phòng không 585.

  - Quân đoàn cơ giới 8
    - Bộ binh cơ giới: các lữ đoàn cơ giới 16, 63, 64, Tiểu đoàn mô tô 94,
    - Thiết giáp: Lữ đoàn xe tăng 41; các trung đoàn pháo tự hành 1289, 1440; Tiểu đoàn xe bọc thép cận vệ 40.
    - Pháo binh: Trung đoàn pháo chống tăng 109, Trung đoàn súng cối; Trung đoàn phòng không 1713.
- Tập đoàn quân cận vệ 4 do trung tướng Ivan Vasilyevich Galanin chỉ huy. Trong biên chế có:
  - Quân đoàn bộ binh cận vệ 20 gồm các sư đoàn đổ bộ đường không cận vệ 5, 7 và Sư đoàn bộ binh cận vệ 41
  - Quân đoàn bộ binh cận vệ 21 gồm các sư đoàn bộ binh cận vệ 62, 69 và 80.
  - Quân đoàn bộ binh 78 gồm các sư đoàn bộ binh 31, 252 và 303.
  - Pháo, súng cối: Lữ đoàn lựu pháo 123; các trung đoàn pháo chống tăng 438, 452, 1332; các trung đoàn súng cối 466, 493.
  - Pháo phòng không: Sư đoàn 27 gồm các trung đoàn 1354, 1358 1364, 1370.
  - Công binh: Lữ đoàn công binh hỗn hợp 56
- Tập đoàn quân cận vệ 7 do trung tướng Mikhail Stepanovich Shumilov chỉ huy, trong biên chế có:
  - Bộ binh:
    - Quân đoàn cận vệ 24 gồm Sư đoàn bộ binh cận vệ 72 và Sư đoàn bộ binh 6.
    - Quân đoàn bộ binh cận vệ 25 gồm các sư đoàn bộ binh cận vệ 6, 8 và Sư đoàn bộ binh 36
    - Trực thuộc tập đoàn quân: Các sư đoàn bộ binh 53 và 81.

  - Pháo, súng cối: Sư đoàn pháo binh hỗn hợp 16 (gồm Lữ đoàn pháo nòng dài 49, Lữ đoàn lựu pháo 61, Lữ đoàn sơn pháo 52, Lữ đoàn pháo chống tăng 90 và Lữ đoàn Katyusha 109), Lữ đoàn lựu pháo cận vệ 41, Lữ đoàn pháo chống tăng 30; các trung đoàn pháo chống tăng cận vệ 114 và 115, các trung đoàn súng cối 263 và 290.
  - Pháo phòng không: Sư đoàn 5 gồm các trung đoàn pháo binh phòng không 670, 743, 1119 và 1181; Trung đoàn phòng không độc lập 162.
  - Thiết giáp: Lữ đoàn xe tăng 27, Trung đoàn xe bọc thép 38.
  - Công binh: Lữ đoàn công binh hỗn hợp 60.
- Tập đoàn quân 27 do trung tướng (từ 13-9-1944 là thượng tướng) Sergey Grigorysvich Trofimenko chỉ huy. Trong biên chế có:
  - Bộ binh:
    - Quân đoàn cận vệ 35 gồm các sư đoàn 93, 180, 202.
    - Quân đoàn 33 gồm Sư đoàn bộ binh cận vệ 33 và các sư đoàn 78, 337.
    - Sư đoàn bộ binh 206 (trực thuộc)

  - Pháo, súng cối: Sư đoàn pháo binh 11 gồm lữ đoàn pháo nòng dài 31, lữ đoàn lựu pháo 45, lữ đoàn sơn pháo 49; Lữ đoàn lựu pháo 27, Lữ đoàn pháo chống tăng 34, các trung đoàn pháo chống tăng 881, 1669, các trung đoàn súng cối 480, 492.
  - Pháo phòng không: các trung đoàn 225 (cận vệ), 247 và 1357.
  - Thiết giáp: Trung đoàn xe tăng 25, Trung đoàn pháo tự hành chống tăng cận vệ 375.
  - Công binh: Lữ đoàn công binh hỗn hợp 43.
  - Phòng hóa: Các tiểu đoàn 3, 27
- Tập đoàn quân 40 do trung tướng Filip Feodosyevich Zhmachenko chỉ huy. Trong biên chế có:
  - Bộ binh:
    - Quân đoàn 50 gồm các sư đoàn 74, 164 và 240
    - Quân đoàn 51 gồm các sư đoàn 42, 133 và 232
    - Quân đoàn 104 gồm Sư đoàn đổ bộ đường không 4, các sư đoàn bộ binh 38 và 54.

  - Pháo, súng cối: Lữ đoàn lựu pháo 153, Trung đoàn pháo chống tăng 680, Trung đoàn súng cối 10.
  - Pháo phòng không: Sư đoàn 9 gồm các trung đoàn 800, 974, 981 và 993.
  - Thiết giáp: Trung đoàn xe bọc thép 34
  - Công binh: Lữ đoàn công binh hỗn hợp 4
  - Phòng hóa: Các tiểu đoàn 4, 21 và 176.
- Tập đoàn quân 52 do trung tướng Konstantin Apollonovich Koroteev chỉ huy. Trong biên chế có:
  - Bộ binh:
    - Quân đoàn 48 gồm các sư đoàn 213 và 294.
    - Quân đoàn 73 gồm các sư đoàn 50, 111 và 373
    - Trực thuộc tập đoàn quân: Các sư đoàn bộ binh 116 và 254.

  - Pháo, súng cối: Lữ đoàn lựu pháo 145, Lữ đoàn sơn pháo 97; các lữ đoàn pháo chống tăng 2 và 11, các trung đoàn pháo chống tăng 315 (cận vệ) và 301, Trung đoàn súng cối 490
  - Pháo phòng không: Sư đoàn 38 gồm các trung đoàn 1401, 1405, 1409 và 1712.
  - Thiết giáp: Trung đoàn xe bọc thép 61
  - Công binh: Lữ đoàn công binh hỗn hợp 68
- Tập đoàn quân 53 do trung tướng Ivan Mefodievich Managarov chỉ huy. Trong biên chế có:
  - Bộ binh:
    - Quân đoàn cận vệ 26 gồm các sư đoàn cận vệ 89 và 94.
    - Quân đoàn 49 gồm Sư đoàn đổ bộ đường không cận vệ 1 và các sư đoàn bộ binh 110 (cận vệ), 375.
    - Quân đoàn 75 gồm các sư đoàn 25 (cận vệ), 233 và 299.

  - Pháo, súng cối: Lữ đoàn lựu pháo 152, Lữ đoàn pháo chống tăng 31, Trung đoàn pháo chống tăng 1316, Trung đoàn súng cối 461.
  - Pháo phòng không: Sư đoàn 30 gồm các trung đoàn 1361, 1367, 1373 và 1375.
- Tập đoàn quân không quân 5 do thượng tướng Sergey Kondratievich Goryunov chỉ huy, thành phần gồm có:
  - Máy bay tiêm kích:
    - Quân đoàn 4 gồm các sư đoàn 13 (cận vệ) và 302
    - Quân đoàn 7 gồm các sư đoàn 9 (cận vệ), 205 và 304, Sư đoàn 12.

  - Máy bay cường kích:
    - Quân đoàn cận vệ 1 gồm các sư đoàn cận vệ 8 và 9.
    - Quân đoàn 2 gồm các sư đoàn 7 (cận vệ) và 231.

  - Máy bay ném bom: Quân đoàn cận vệ 2 gồm các sư đoàn cận vệ 1, 8 và Sư đoàn 218.
- Các đơn vị trực thuộc phương diện quân:
  - Bộ binh:
    - Quân đoàn cận vệ 27 gồm các sư đoàn 214, 297 và 409
    - Quân đoàn 57 gồm các sư đoàn 203, 228 và 243 сд
    - Sư đoàn bộ binh Romania 1 mang tên Tudo Vladimirescu.

  - Pháo, súng cối: Lữ đoàn pháo hạng nặng 98, các lữ đoàn phóng chống tăng 12, 22; Sư đoàn súng cối cận vệ 6 gồm các lữ đoàn cận vệ 8, 27 và 33; các trung đoàn súng cối cận vệ 16, 17, 47, 48, 57, 66, 80, 96, 97, 302, 309, 324 và 328
  - Pháo phòng không:
    - Sư đoàn 11 gồm các trung đoàn 804, 976, 987 và 996.
    - Sư đoàn 26 gồm các trung đoàn 1352, 1363 và 1369.
    - Các trung đoàn 272 (cận vệ), 257, 459 và 622.

  - Thiết giáp: Quân đoàn xe tăng 23 của Trung tướng A. O. Akhmanov gồm các lữ đoàn xe tăng 3, 39, 125; Trung đoàn pháo tự hành 1443; Tiểu đoàn xe bọc thép 442; Lữ đoàn cơ giới 56; Tiểu đoàn trinh sát mô tô 82; Trung đoàn lựu pháo 739; Trung đoàn pháo chống tăng 1501; Trung đoàn súng cối 457 và Trung đoàn phòng không 1697.
  - Công binh: các lữ đoàn hỗn hợp 5 và 17, Lữ đoàn phà-cano 14, Lữ đoàn cầu phao 27, các lữ đoàn công trình 1 và 2, Trung đoàn kỹ thuật xe tăng 8, Các tiểu đoàn công trình 61, 72, các tiểu đoàn rà phá mìn 7, 25, 32, 40, 49 và 125.

Phương diện quân Ukraina 3 do đại tướng Fyodor Ivanovich Tolbukhin làm tư lệnh, trung tướng Sergey Semyonovich Biryuzov làm tham mưu trưởng. Tổng quân số 523.000 người. Thành phần gồm có:
- Tập đoàn quân xung kích 5 do trung tướng Nikolai Erastovich Berzarin chỉ huy. Trong biên chế có:
  - Bộ binh:
    - Quân đoàn cận vệ 10 gồm các sư đoàn cận vệ 49, 86 và 109.
    - Quân đoàn 32 gồm các sư đoàn 60 (cận vệ), 295 và 416 сд.
    - Trực thuộc tập đoàn quân: Các sư đoàn 248 và 266.

  - Pháo, súng cối: Lữ đoàn lựu pháo cận vệ 44, Trung đoàn Katyusha cận vệ 92, các trung đoàn pháo chống tăng 507 và 521, Trung đoàn súng cói 489
  - Pháo phòng không: Trung đoàn 1617
- Tập đoàn quân 37 do Trung tướng Mikhail Nikolayevich Sharokhin chỉ huy. Trong biên chế có:
  - Bộ binh:
    - Quân đoàn cận vệ 6 gồm Sư đoàn đổ bộ đường không cận vệ 10, Sư đoàn cận vệ 20 và sư đoàn 195.
    - Quân đoàn 66 gồm các sư đoàn 61 (cận vệ), 244 và 333
    - Quân đoàn 82 gồm các sư đoàn cận vệ 28,92 và Sư đoàn 188.

  - Pháo, súng cối: Lữ đoàn pháo nòng dài cận vệ 46, Trung đoàn Katyusha cận vệ 42, Trung đoàn lựu pháo 152, các trung đoàn pháo chống tăng 184, 324 và 1248, các trung đoàn súng cối 251, 531, 562
  - Pháo phòng không: các trung 586 và 1587
  - Công binh: Lữ đoàn công binh hỗn hợp 8.
- Tập đoàn quân 46 do Trung tướng Ivan Timofeyevich Shlemin
  - Bộ binh:
    - Quân đoàn 34 gồm các sư đoàn 236, 353, 394
    - Quân đoàn 37 gồm các sư đoàn cận vệ 59, 108 và sư đoàn 320
    - Sư đoàn 259 (trực thuộc)

  - Pháo, súng cối: Lữ đoàn lựu pháo cận vệ 45, Trung đoàn pháo nòng dài 274, các trung đoàn pháo chống tăng 437, 1312, Trung đoàn súng cối 462.
  - Pháo phòng không: Trung đoàn 1651.
  - Công binh: Lữ đoàn hỗn hợp 51.
- Tập đoàn quân 57 do Trung tướng Nikolai Aleksandrovich Gagen chỉ huy, trong biên chế có:
  - Bộ binh:
    - Quân đoàn 9 gồm các sư đoàn 230 và 301
    - Quân đoàn 64 gồm các sư đoàn 73 (cận vệ), 19 và 52
    - Quân đoàn 68 gồm các sư đoàn 93, 113 và 223.

  - Pháo, súng cối: Lữ đoàn lựu pháo 160, các trung đoàn pháo chóng tăng 374, 595 và 1008, Trung đoàn súng cối 523.
  - Pháo phòng không: Các trung đoàn 258 (cận vệ), 71 và tiểu đoàn súng máy cao xạ 227.
  - Thiết giáp: Lữ đoàn xe tăng 96
  - Công binh: Lữ đoàn hỗn hợp 65.
- Tập đoàn quân không quân 17 do thượng tướng Vladimir Aleksandrovich Sudet chỉ huy, thành phần gồm có:
  - Quân đoàn cận vệ 1 gồm các sư đoàn cận vệ 5, 6 (tiêm kích) và 11 (cường kích)
  - Quân đoàn 9 gồm các sư đoàn 305, 306 (cường kích) và 295 (tiêm kích)
  - Trực thuộc tập đoàn quân: Sư đoàn ném bom 244, các sư đoàn tiêm kích 236, 288, Sư đoàn ném bom ban đêm 262, Trung đoàn ném bom ban đêm 371.
- Các đơn vị trực thuộc phương diện quân
  - Quân đoàn cơ giới cận vệ 4 do thiếu tướng Vladimir Ivanovich Zhdanov chỉ huy gồm có:
    - Bộ binh cơ giới: Các lữ đoàn cận vệ 13, 14 và 15, Tiểu đoàn mô tô 62.
    - Thiết giáp: Lữ đoàn xe tăng cận vệ 36, Trung đoàn pháo tự hành cận vệ 292, Tiểu đoàn xe bọc thép cận vệ 129
    - Pháo binh: Trung đoàn pháo chóng tăng 1512, Trung đoàn súng cối 748, Trung đoàn phòng không 740.

  - Quân đoàn cơ giới cận vệ 7 do thiếu tướng F.G. Katkov chỉ huy gồm có:
    - Bộ binh cơ giới: Các lữ đoàn cận vệ 24, 25 và 26, Tiểu đoàn mô tô cận vệ 5
    - Thiết giáp: Lữ đoàn xe tăng cận vệ 57, các trung đoàn pháo tự hành 291 (cận vệ) và 1820, tiểu đoàn xe bọc thép cận vệ 410.
    - Pháo binh: Trung đoàn súng cối cận vệ 468, Trung đoàn phòng không cận vệ 288.

  - Quân đoàn bộ binh cận vệ 6
- Hạm đội Biển Đen do đô đốc Fillip Sergeyevich Oktyabrskiy chỉ huy. Tổng quân số khoảng 20.000 người Trong biên chế có 1 soái hạm, 4 tàu tuần dương, 6 tàu khu trục, 30 tàu ngầm, 440 tàu hộ tống, tàu tuần tra, tàu vớt mìn, tàu vận tải các loại và 691 máy bay.
  - Giang đoàn Danub do phó đô đốc Sergey Georgyevich Goshkov chỉ huy. Trong biên chế có 6 tàu hộ tống, 22 tàu phóng hỏa tiễn, 37 xuồng phóng lôi, 24 ca nô chiến đấu, 6 tàu vớt mìn, 36 tàu kéo, 21 sà lan, 11 tàu vận tải pha sông biển, 25 phà các loại.

#### Kế hoạch
Kế hoạch của Bộ Tổng tư lệnh Tối cao Liên Xô Stavka là mở một đòn tấn công gọng kìm kép do Phương diện quân Ukraina 2 và 3 thực thi.
Phương diện quân Ukraina 2 sử dụng thê đội 1 gồm Tập đoàn quân xe tăng cận vệ 6, Tập đoàn quân cận vệ 7, các tập đoàn quân 27 và 52 có nhiệm vụ đột phá từ dải Paşcani - Târgu Frumos - Petreşti xuống phía Nam, đánh chiếm Iaşi. Tập đoàn quân cận vệ 4 có nhiệm vụ đột kích thẳng từ phía Bắc dọc theo tả ngạn sông Prut vào phía Bắc Chişinău nhằm giam chân Tập đoàn quân 6 (Đức) tại đây. Sau đó, các lực lượng cơ động gồm Cụm kỵ binh cơ giới của Pliyev và Quân đoàn xe tăng 23 phải tấn công xuống phía Nam, đánh chiếm bờ sông Prut trước khi tàn quân Đức kịp chạy về đây. Tập đoàn quân xe tăng cận vệ 6 lợi dụng cửa mở tự nhiên qua đèo Focşani để vượt qua dãy núi Khushi Mare tiếp tục tấn công đánh chiếm các bàn đạp vượt sông Siret, vô hiệu hóa tuyến phòng thủ thứ hai của liên quân Đức - Romania ở bờ Tây sông Siret. Riêng Quân đoàn xe tăng 18 (thuộc Tập đoàn quân xe tăng cận vệ 6) được tách ra để phối hợp với Tập đoàn quân 52 bao vây các lực lượng Đức tại Chişinău từ phía Tây và Tây Nam. Tập đoàn quân 53 là nhiệm vụ ở thê đội 2, sẵn sàng cơ động đột phá trong dải tấn công của Tập đoàn quân xe tăng cận vệ 6 để khoan sâu mũi đột kích.
Phương diện quân Ukraina 3 có nhiệm vụ sử Tập đoàn quân xung kích 5 đột kích vào phía Đông Bắc Chişinău; sử dụng các tập đoàn quân 37 và 57 đột phá từ Bendery, vượt sông Dniestr đánh vào phía Đông và Đông Nam Tập đoàn quân 6 (Đức) đang phòng thủ Chişinău. Quân đoàn cơ giới 7 phải mau chóng cơ động "vượt qua đầu bộ binh" để tiến nhanh xuống phía Nam Chişinău, khép vòng vây bên trong. Tập đoàn quân 46 và Quân đoàn cơ giới cận vệ 4 có nhiệm vụ sử dụng các bàn đạp đã chiếm được trên hữu ngạn sông Dniestr từ phía Nam Tiraspol đến vùng cửa sông trên đầm lầy Ovidiopol để phối hợp với Hải quân đánh bộ và Hải quân hạm tàu của Hạm đội Biển Đen bao vây và tiêu diệt chủ lực Tập đoàn quân 3 Romania đang phòng thủ trên tuyến Akkerman - Romanovka - Izmail
Tập đoàn quân 40 bên cánh cực hữu của Phương diện quân Ukraina được giao nhiệm vụ kiềm chế Tập đoàn quân 8 và Quân đoàn bộ binh 17 (Đức), sẵn sàng vượt sông Moldova tấn công các đơn vị này khi phát hiện chúng có dấu hiệu rút đi để chi viện cho hướng Iaşi-Chişinău. Sau khi bao vây và tiêu diệt chủ lực của liên quân Đức - Romania tại đây, Tập đoàn quân xe tăng cận vệ 6 và Tập đoàn quân đoàn cận vệ 4 sẽ tiến về giải phóng Bucharest và vựa dầu Ploieşti của Romania. Việc bảo vệ khu công nghiệp dầu mỏ Ploieşti là nhiệm vụ rất quan trọng, nó không chỉ có ích cho quân đội Liên Xô trong các chiến dịch cuối cùng để đánh bại hoàn toàn quân đội Đức Quốc xã mà còn hết sức cần thiết cho nước Romania độc lập, tự do trong tương lai. Vì vậy, đại tướng R. Ya. Malinovsky được Đại bản doanh giao nhiệm vụ phải phối hợp chặt chẽ với các tổ chức kháng chiến của Đảng Cộng sản Romania để bảo vệ khu vực dầu mỏ này, ngăn chặn quân Đức phá hoại. Quân đội Liên Xô cũng đề nghị không quân đồng minh loại thủ đô Bucharest và khu công nghiệp dầu mỏ Ploieşti khỏi danh sách các mục tiêu ném bom. Tập đoàn quân không quân 5 và Tập đoàn quân không quân 17 cũng được lệnh dành ra hai sư đoàn tiêm kích để bảo vệ từ trên không đối với Bucharest và Ploieşti.
Rút kinh nghiệm các trận đánh thất bại trong Chiến dịch Iaşi-Paşcani, lần này, quân đội Liên Xô chuẩn bị kỹ lưỡng và chu đáo hơn cho chiến dịch. Các sư đoàn bộ binh đều được bảo đảm quân số từ 7.500 người trở lên. Các quân đoàn xe tăng và cơ giới đều được biên chế đủ xe tăng và pháo tự hành, được bảo đảm từ 5 đến 7 cơ số đạn dược và từ 8 đến 12 cơ số xăng dầu. Phương diện quân Ukraina 2 có 1.283 xe tăng và pháo tự hành. Phương diện quân Ukraina 3 có 591 xe tăng và pháo tự hành. Mật độ trung bình đạt 17 xe tăng/km chính diện. Riêng khu vực đột phá có thể đạt mật độ 50 xe/km (ở Phương diện quân Ukraina 2) và 30 xe/km (ở Phương diện quân Ukraina 3). Quân đội Liên Xô đã tích lũy đạn pháo và súng cối trong suốt mùa hè năm 1944 nhằm bảo đảm cho chiến dịch từ 15 đến 20 cơ số, đủ để pháo kích liên tục trong nhiều giờ. Tại cuộc họp ở Đại bản doanh Bộ Tổng tư lệnh Liên Xô để thẩm định và phê duyệt kế hoạch chiến dịch, khi được đại tướng R. Ya. Malinovsky báo cáo rằng trên chính diện đột phá khẩu rộng 22 km đã bố trí đến 220 nòng pháo trên 1 km chính diện thì Stalin cho rằng như thế vẫn còn ít. Ông đề nghị thu hẹp đột phá khẩu còn 16 km để đạt đến mật độ 240 khẩu pháo/km chính diện. Mật độ pháo binh khai hỏa của Phương diện quân Ukraina 3 cũng đạt đến 220 nòng pháo/km chính diện đột phá. Cũng tại cuộc họp này, Đại bản doanh Bộ tổng tư lệnh Liên Xô đã yêu cầu tư lệnh các phương diện quân Ukraina 2 và 3 hãy tập trung sức mạnh vào các khu vực cửa mở để tăng sức mạnh đột phá. Xét riêng về quân số, tỷ lệ chung giữa quân đội Liên Xô và quân đội Đức-Romania chỉ đạt 1,2/1 nhưng tại cửa đột phá là 6/1. Về xe tăng, ưu thế chung là 1,4/1 tăng lên 5,4/1 ở đột phá khẩu. Về pháo nòng dài và lựu pháo, ưu thế chung là 1,3/1 nhưng đạt đến 5,5/1 trên hướng tấn công chính. Về súng cối có cỡ nòng từ 81 mm trở lên, ưu thế này được nâng từ 1,9/1 lên 6,7/1. Quân đội Liên Xô cũng chiếm ưu thế 3/1 về máy bay. Điều đó bảo đảm phá vỡ nghiêm trọng các tuyến phòng thủ của liên quân Đức-Romania trong những giờ tấn công đầu tiên và nhanh chóng hợp vây các cụm quân Đức. Phía sau các lực lượng đó, Cụm kỵ binh cơ giới của tướng I. A. Pliyev được chuyển gấp từ Phương diện quân Byelorussia 1 đến Phương diện quân Ukraina 3 đã khởi hành ngày 24 tháng 8 từ Lyublin, dự kiến sẽ đến mặt trận sau 3 ngày hành quân bằng tàu hỏa.

### Quân đội Đức Quốc xã và Romania

#### Binh lực
Cụm Tập đoàn quân Nam Ukraina do Đại tướng Johannes Frießner chỉ huy. Binh lực gồm có:
- Trực thuộc tư lệnh Cụm tập đoàn quân:
  - Quân đoàn đặc nhiệm 72 của Thượng tướng Bộ binh Sigismund von Förster, thành phần gồm có:
    - Sư đoàn bộ binh sơn chiến 5 của Trung tướng Botho Graf von Hülsen gồm các trung đoàn 5, 9 và trung đoàn pháo binh 5
    - Sư đoàn bộ binh 370 của Trung tướng Hermann Böhme, gồm các trung đoàn bộ binh 666, 667, 668, Trung đoàn pháo binh 370, các tiểu đoàn pháo chống tăng, súng cối, trinh sát, công binh, thông tin.

  - Sư đoàn cơ giới 10 của Trung tướng August Schmidt, gồm các trung đoàn cơ giới 20, 41, Trung đoàn xe tăng 7, Trung đoàn pháo tự hành 10, Trung đoàn pháo binh 110, các tiểu đoàn pháo chống tăng, súng cối, trinh sát, công binh, thông tin.
  - Sư đoàn bộ binh 153 của Trung tướng Friedrich Bayer, gồm các trung đoàn bộ binh 23, 218, 257, Trung đoàn pháo binh 3, Trung đoàn pháo chống tăng 453, Trung đoàn súng cối 153, các tiểu đoàn cơ giới, trinh sát, công binh, thông tin.
  - Sư đoàn bộ binh 1 Slovakia'.
  - Lữ đoàn pháo tự hành 286.
  - Lữ đoàn pháo binh hỗn hợp 595.
  - Sư đoàn xe tăng 13 của Trung tướng Hans Tröger, gồm các trung đoàn xe tăng 4, 66, 93, Trung đoàn pháo tự hành 13, Trung đoàn pháo binh 271, Trung đoàn cơ giới 4, các tiểu đoàn pháo chống tăng, súng cối, trinh sát, công binh, thông tin.
  - Sư đoàn bộ binh 258 của Trung tướng Eugen Bleyer gồm các trung đoàn bộ binh 478, 499 và Cụm tác chiến sư đoàn 387 (gồm tàn quân của Sư đoàn 387). Trung đoàn pháo binh 258, các tiểu đoàn pháo chống tăng, súng cối, trinh sát, công binh, thông tin.
  - Sư đoàn kỵ binh 1 Romania.
- Tập đoàn quân Romania 3 do Đại tướng (General de armată) Petre Dumitrescu chỉ huy. Thành phần gồm có:
  - Quân đoàn bộ binh 2 Romania gồm Sư đoàn bộ binh 9 Romania và Cụm tác chiến cửa sông Danub
  - Quân đoàn bộ binh 3 Romania gồm các sư đoàn bộ binh 2, 16 và 110 Romania
  - Quân đoàn bộ binh 29 (Đức) của Trung tướng Anton-Reichard Freiherr von Mauchenheim gồm Sư đoàn bộ binh 9 (Đức), Sư đoàn bộ binh 21 Romania và Lữ đoàn bộ binh 4 Romania.
  - Sư đoàn bộ binh 15 Romania (trực thuộc).
- Tập đoàn quân 6 (Đức) do Thượng tướng Pháo binh Maximilian Fretter-Pico chỉ huy. Thành phần gồm có:
  - Quân đoàn bộ binh 30 của Trung tướng Georg-Wilhelm Postel gồm các sư đoàn bộ binh 15, 257, 302, 306 và 384
  - Quân đoàn bộ binh 52 của Thượng tướng Bộ binh Erich Buschenhagen gồm các sư đoàn bộ binh 161, 294 và 320.
  - Quân đoàn bộ binh 44 của Thượng tướng Pháo binh Maximilian de Angelis gồm các sư đoàn bộ binh 62, 282 và 335.
  - Quân đoàn bộ binh hỗn hợp 7 của Thượng tướng Pháo binh Ernst-Eberhard Hell gồm Sư đoàn bộ binh 14 (Romania) và Sư đoàn bộ binh 106 (Đức)
- Tập đoàn quân 8 (Đức) do Thượng tướng Bộ binh Otto Wöhler chỉ huy. Thành phần gồm có:
  - Quân đoàn bộ binh hỗn hợp 4 (còn gọi là Cụm tác chiến Mieth) của Thượng tướng Bộ binh Friedrich Mieth gồm các sư đoàn bộ binh 79, 376 (Đức) và Sư đoàn bộ binh 11 (Romania)
  - Quân đoàn bộ binh 4 Romania của Trung tướng (General de corp de armată) Ioan Mihail Racoviţă gồm Sư đoàn kỵ binh 5 Romania, Các sư đoàn bộ binh 3, 7 Romania và Lữ đoàn cơ giới 102 Romania.
  - Sư đoàn xe tăng "Đại Romania" (trực thuộc)
  - Sư đoàn bộ binh 8 Romania (trực thuộc)
  - Sư đoàn bộ binh 18 Romania (trực thuộc).
- Tập đoàn quân 4 Romania do Trung tướng (General de corp de armată) Gheorghe Avramescu (đến ngày 23 tháng 8) và Trung tướng (General de corp de armată) Ilie Șteflea (Tổng tham mưu trưởng quân đội Romania trước tháng 10 năm 1944). Thành phần gồm có:
  - Cụm tác chiến Kirchner (nguyên là Quân đoàn xe tăng 57) của Thượng tướng Thiết giáp Friedrich Kirchner gồm Sư đoàn xe tăng 20, Sư đoàn bộ binh sơn chiến 4, tàn quân của Sư đoàn bộ binh 76 và Cụm tác chiến sư đoàn Winkler.
  - Quân đoàn bộ binh 6 Romania gồm các Sư đoàn bộ binh 1, 5 Romania, Sư đoàn bộ binh 46 Đức, Sư đoàn bộ binh 13 Romania và lữ đoàn cơ giới 101 Romania.
  - Quân đoàn bộ binh 5 Romania gồm các sư đoàn bộ binh sơn chiến 1, 4 Romania.
  - Quân đoàn Bộ binh 1 Romania gồm các sư đoàn bộ binh 6, 7, 20 Romania và các lữ đoàn cơ giới 103, 104 Romania.
- Quân đoàn bộ binh độc lập 17 (tái lập) của Thượng tướng Sơn cước Hans Kreysing gồm Sư đoàn bộ binh sơn chiến 3, Sư đoàn bộ binh xung kích 8 và Cụm tác chiến Welker.

#### Kế hoạch
Trong số các tướng lĩnh Đức Quốc xã, tướng Johannes Frießner được đánh giá là có năng lực chỉ huy tốt, giàu kinh nghiệm và có kiến thức rộng.. Tuy nhiên, cũng như một số tướng lĩnh có tài năng khác của chế độ Quốc xã Đức, ông ta hay cãi lại Quốc trưởng Adolf Hitler. Và kết quả của một trong các cuộc tranh cãi đó tại Tổng hành dinh Rastenburg đã làm cho Johannes Frießner bị điều từ Cụm tập đoàn quân "Bắc" (Đức) đến Cụm tập đoàn quân Nam Ukraina, nơi sắp phải hứng chịu một trong mười đòn tấn công của I. V. Stalin trong giai đoạn cuối của chiến tranh Xô-Đức. Tiếp quản một gia tài bị "rút ruột" nghiêm trọng từ tay tướng Ferdinand Schörner với 5 sư đoàn xe tăng đã bị điều đến Cụm tập đoàn quân Trung tâm (Đức), Johannes Frießner phải dựa vào các công trình phòng thủ cố định để tổ chức phòng ngự tại chỗ thay cho việc phòng ngự cơ động do thiếu xe tăng.
Trên cánh phải, Johannes Frießner dựa vào tuyến hạ lưu sông Dniestr sâu và rộng, dùng nó làm chướng ngại vật tự nhiên để ngăn cản đối phương. Tập đoàn quân 3 Romania bao gồm cả một số sư đoàn Đức đã chọn các vị trí có công trình kiên cố để phòng thủ như pháo đài Akkerman ở bờ Nam vịnh cửa sông Dniestr, pháo đài Izmail ở cửa sông Danub, các thị trấn Opaci, Moldavka (???), Romanovka, Tarutino (Tarutyne), Bolgrad và thành phố cảng Vilkovo (Vylkove) đều bị biến thành các công trình phòng ngự kiên cố. Tại cánh trái, do kết quả của các cuộc tán công trong Chiến dịch Iaşi-Paşcani hồi tháng 5, tháng 6 năm 1944, liên quân Đức-Romania mặc dù đã đẩy lùi quân đội Liên Xô về phía Bắc Iaşi hơn 30 km nhưng lại không chiếm được tuyến phòng thủ có lợi. Con sông Bahlui che chắn phía Bắc Iaşi hẹp và nông không thể là chướng ngại đáng kể, ngay cả đối với xe tăng Romania hồi mùa hè năm 1941. Ngược lại, trên hướng Târgu Frumos, bộ binh, kỵ binh và xe tăng Liên Xô có thể dễ dàng tiến dọc sông Seret xuống phía Nam mà không phải vượt sông. Bởi vậy, Tập đoàn quân 4 Romania đã tập trung những binh lực lớn ở cứ điểm Târgu Frumos, biến nó thành một tiền đồn che chắn cho Iaşi từ phía Tây. Ở khu vực giữa mặt trận cũng vậy. Con sông Dniestr chỉ ngăn cách Tập đoàn quân 6 (Đức) với quân đội Liên Xô từ phía Đông. Còn trên tuyến Petresty - Bravicheny (Braviceni), hai bên thậm chí còn nghe thấy được tiếng cuốc xẻng đào hào của nhau. Đây là hướng mà tướng Ferdinand Schörner phán đoán rằng, quân đội Liên Xô sẽ tập trung binh lực để mở đột phá khẩu cùng với hướng Târgu Frumos. Ngoài tuyến phòng thủ ngoài cùng khá mạnh, tướng Ferdinand Schörner còn tổ chức nhiều "con nhím" khác ở phía trong tạo thành các lớp phòng thủ thứ hai, thứ ba, thứ tư dọc theo các con sông Prut, Moldova, Seret. Các công trình xây dựng phòng thủ của quân Đức và Romania được tiến hành suốt ngày đêm.
Cách bố trí quân và việc lựa chọn chiến thuật phòng ngự của Johannes Frießner không khỏi làm người ta liên tưởng đến Chiến dịch Stalingrad. Khi đó, ở giữa mặt trận cũng là Tập đoàn quân 6 (Đức), bên sườn trái nó là Tập đoàn quân 3 (Romania), bên sườn phải là Tập đoàn quân 4 (Romania). Chếch về phía Bắc là Tập đoàn quân 8 (Ý). Chỉ có điều là giờ đây, Tập đoàn quân 8 (Đức) chỉ còn bằng 1/3 sức mạnh của nó so với hồi mùa đông năm 1943-1944. Tại Stalingrad cuối năm 1942, thống chế Friedrich Paulus cũng phải dựa vào chiến thuật phòng thủ cố định vì các sư đoàn xe tăng Đức đang còn mắc kẹt dưới chân núi Bắc Kavkaz cũng như trong các đường phố tan hoang của Stalingrad. Bây giờ Tập đoàn quân 6 và các tập đoàn quân Romania 3 và 4 (tất cả đều được tái lập) lại cùng phòng thủ trên một trận tuyến có trung tâm là Chişinău (thay vì Stalingrad) với địa hình tương tự như Stalingrad và có đôi chút nghịch đảo nhưng vẫn "người nào việc nấy". Trấn giữ tuyến sông Dniestr (thay vì sông Đông) là Tập đoàn quân Romania 3. Trấn giữ tuyến tấn công trên bộ từ "cái cổ chai" phía Tây Iaşi (thay vì lối đi hẹp giữa hai hồ Tsasa và Bakhmantsakh phía Nam Stalingrad) là Tập đoàn quân Romania 4. Và ở giữa hai tập đoàn quân đó vẫn là Tập đoàn quân 6 (Đức).
Tình hình chính trị phức tạp ở Romania đã gây những khó khăn không nhỏ cho các tướng lĩnh Đức Quốc xã và Romania thân Đức trong việc ổn định tâm trạng của quân đội. Ngay từ ngày 6 tháng 8 năm 1944, tướng Johannes Frießner đã gửi báo cáo cảnh báo cho Berlin về sự không trung thành trong chính phủ của Ion Antonescu, về việc thủ tướng Romania đã để cho quá nhiều phần tử chống Đức Quốc xã lọt vào chính phủ và quân đội Romania, rằng trên mặt trận các binh sĩ Romania và cả lính Đức đang bí mật truyền tay nhau những tờ truyền đơn của các "quân phiến loạn bí mật" ở Romania (ám chỉ Đảng Cộng sản Romania). Những lời bàn tán trong dư luận âm ỷ về việc Romania sẽ theo Anh-Mỹ hay theo Đức cũng được các sĩ quan Romania nửa kín nửa hở trao đổi với nhau. Tuy nhiên, cũng như tại Baltic, Adolf Hitler cho rằng Johannes Frießner có cái nhìn bi quan, rằng viên tướng này nên hướng đôi mắt về tương lai để khỏi bị lạc hậu.

## Diễn biến

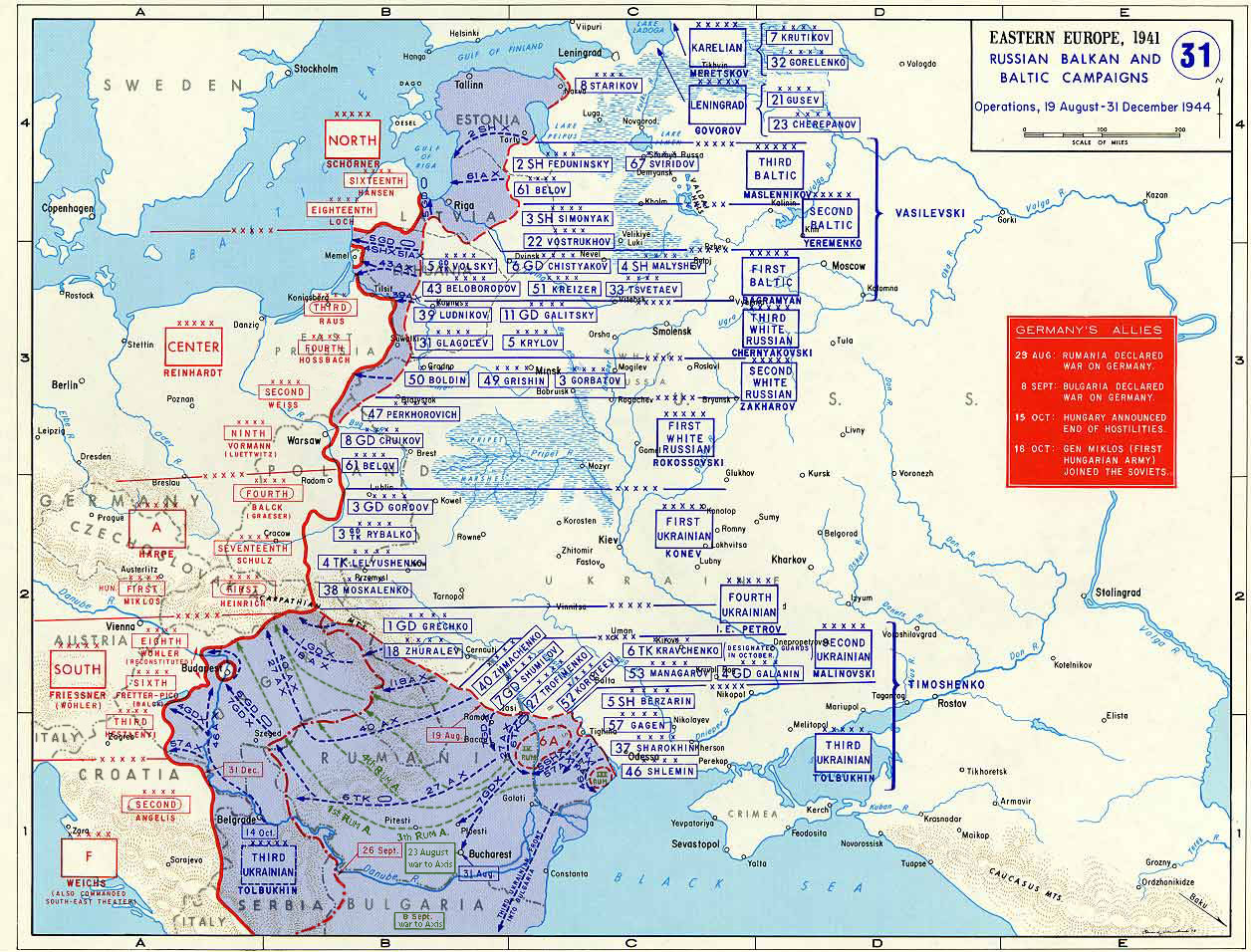
Bản đồ các chiến dịch tấn công của quân đội Liên Xô tại Balkan trong thu-đông năm 1944

Hồi 6 giờ 10 phút ngày 20 tháng 8, tại Phương diện quân Ukraina 2 và hồi 8 giờ 00 cùng ngày tại Phương diện quân Ukraina 3, hớn 12 nghìn khẩu pháo, súng cối cùng hàng trăm dàn Katyusha đồng loạt khai hỏa, mở màn cho chiến dịch. Các trận pháo kích kéo dài đến 2 tiếng rưỡi đồng hồ. Giống như tại Stalingrad, các công trình phòng thủ kiên cố và bán kiên cố của quân Đức và Romania trên tuyến đầu lần lượt sụp đổ dưới làn hỏa lực pháo binh có mật độ đạn rơi dày đặc chưa từng thấy kể từ khi bắt đầu Chiến tranh thế giới thứ hai. Ở phía Tây Chişinău, hơn 200 máy bay IL-2 và 120 máy bay ném bom yểm hộ cho cuộc tấn công của các tập đoàn quân 27 và 52. Ở phía Đông, 198 máy bay cường kích và hơn 100 máy bay ném bom của Tập đoàn quân không quân 17 yểm hộ cho các cuộc tấn công vượt sông Dniestr của các tập đoàn quân 37 và 57. Các loạt bom và hỏa tiễn từ các máy bay ném bom và cường kích đã bồi thêm vào hậu quả do các trận pháo kích để lại. Không quân Liên Xô hầu như làm chủ toàn bộ vùng trời của mặt trận. Từng tốp 12 máy bay cường kích và ném bom đều được 24 máy bay tiêm kích bảo vệ. Trên hướng Biển Đen, pháo và hỏa tiễn Katyusha từ các hạm tàu của Hải quân Liên Xô cũng nã đạn liên tục vào các vị trí phòng thủ của quân Đức và Romania từ pháo đài Akkerman đến cảng cá Vilkovo. Bị không quân của Hạm đội Biển Đen (Liên Xô) khống chế, hải quân Romania hoàn toàn bất lực trước các chiến hạm Liên Xô. Cụm quân đổ bộ gồm các lữ đoàn hải quân đánh bộ 83 và 255, Trung đoàn cơ giới 3 và Trung đoàn xe bọc thép lội nước 252 đã sẵn sàng trên các tàu đổ bộ và sà lan, chờ lệnh cập bờ.

### Hướng Iaşi - Ploieşti

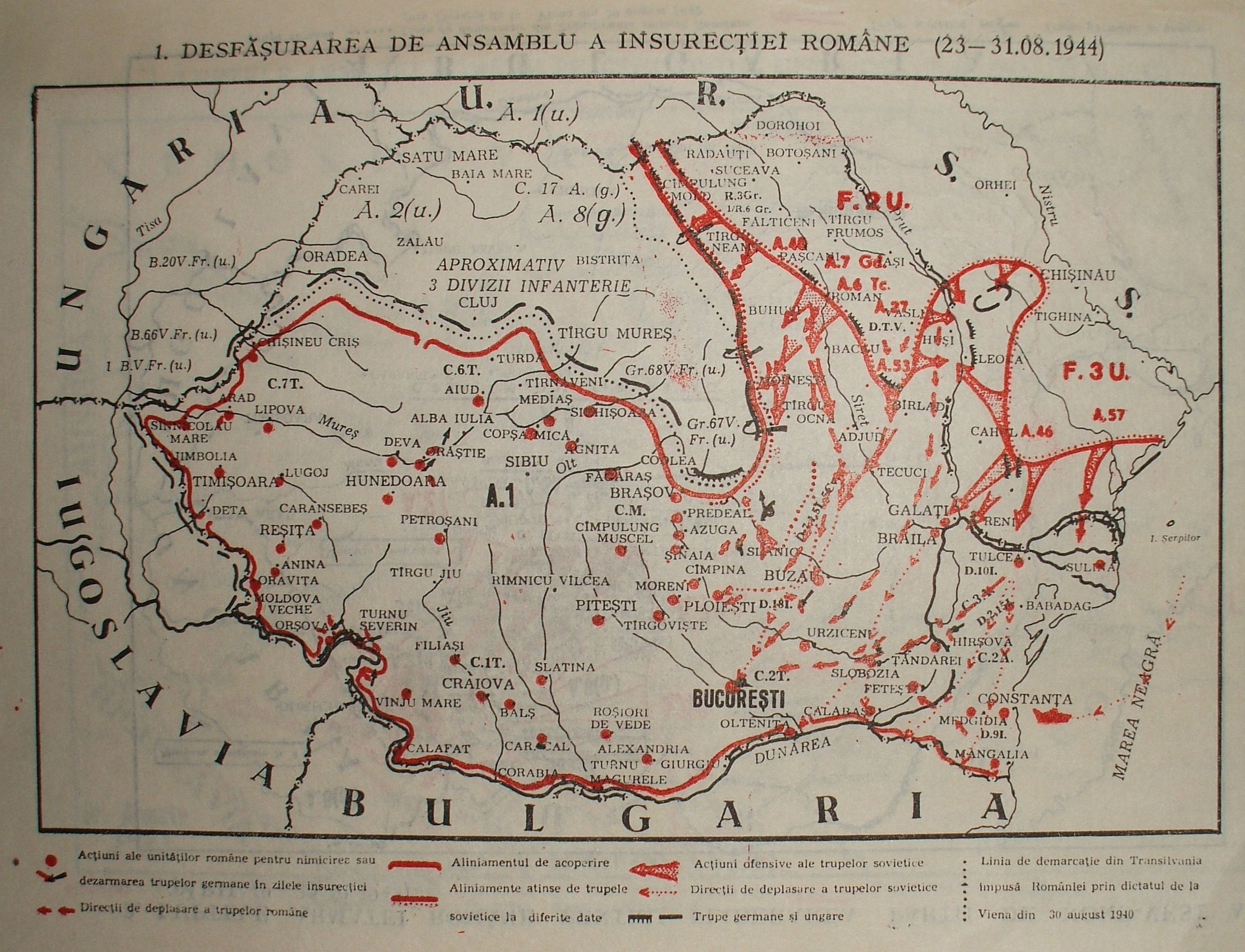
Bản đồ các trận tấn công của quân đội Liên Xô từ ngày 23 đến ngày 31 tháng 8 năm 1944

8 giờ 54 phút sáng 20 tháng 8, các tập đoàn quân 27 và 52 trên cánh phải của Phương diện quân Ukraina 2 đã tung ra đòn đột kích tổng lực vào 4 sư đoàn Đức và Romania đã phòng thủ tại Târgu Frumos. Trong ba giờ tấn công đầu tiên, Quân đoàn bộ binh cận vệ 35 đã chiếm được 3 tuyến chiến hào phòng thủ của quân Đức và Romania. Trên khắp trận địa bị cày xới nhiều lần bởi các loạt bom và đạn pháo, một số hỏa điểm lẻ của quân Đức vẫn còn bắn trả trước khi bị bộ binh Liên Xô tràn qua và dập tắt. Xế chiếu ngày 20 tháng 8, Quân đoàn bộ binh 33 được đưa vào trận đã mở một đòn đột kích vượt qua phía Tây Iaşi và áp sát phòng tuyến núi Mare của quân Đức. Ngay trong ngày tấn công đầu tiên, Tập đoàn quân 27 đã khoét một lỗ thủng rộng 20 km sâu đến 16 km vào tuyến phòng thủ của liên quân Đức-Romania trên hướng Satu-Mare (???) và vượt sông Bahlui trong hành tiến. Thắng lợi nhanh chóng này đã khiến Bộ tư lệnh Phương diện quân Ukraina 2 đi đến kết luận là cần tung ngay Tập đoàn quân xe tăng cận vệ 6 vào cửa đột phá để phát triển tấn công đến dãy núi Mare mà không cần đợi đến ngày hôm sau như kế hoạch đã định.
Cuộc tấn công của Tập đoàn quân 52 cũng thu được thắng lợi vượt ngoài mong đợi. Sau khi giải quyết xong cụm cứ điểm Đông Târgu Frumos chỉ trong hai giờ, Quân đoàn bộ binh 48 bắt đầu tiếp cận ngoại ô Iaşi. Chiều 20 tháng 8, Quân đoàn xe tăng 18 được lệnh tách khỏi đội hình Tập đoàn quân xe tăng cận vệ 6 sang hỗ trợ cho Tập đoàn quân 52. 15 giờ ngày 21 tháng 8, Quân đoàn xe tăng 18 và Quân đoàn bộ binh 48 đã giải phóng Iaşi. Bộ tư lệnh Tập đoàn quân 52 lập tức điều Quân đoàn bộ binh 73 vượt lên phía trước, bám theo Quân đoàn xe tăng 18 để chiếm các bến vượt qua sông Prut tại khu vực Huşi - Vaslui. Trong báo cáo chiến sự hàng ngày gửi về Đại bản doanh, Bộ tư lệnh Phương diện quân Ukraina 2 cho biết họ đã đánh tan 6 sư đoàn Đức và Romania dọc theo dãy núi Mare và đã đột kích sâu từ 25 đến 40 km vào phía trong các tuyến phòng thủ của đối phương.
Tuy nhiên, đến cuối ngày 21 tháng 8, các tin tức về cuộc đột kích không thuận lợi của Tập đoàn quân xe tăng cận vệ 6 bắt đầu gây lo lắng cho Bộ Tổng tư lệnh quân đội Liên Xô. Riêng I. V. Stalin vẫn tỏ ra lạc quan, ông cho rằng vào buổi sáng, con người ta sẽ không ngoan hơn buổi chiều. Tuy nhiên, đến sáng 22 tháng 8, Tập đoàn quân xe tăng cận vệ 6 vẫn chưa đột phá được dải phòng ngự của quân Đức trên tuyến Huşi - Vaslui. Tướng R. Ya. Malinovsky điều động cả hai quân đoàn bộ binh của Tập đoàn quân 52 phối hợp với Quân đoàn xe tăng 18 đánh bọc hậu vào Huşi nhưng vẫn không vượt qua được hàng rào xe tăng của quân Đức và Romania.
Tướng Johannes Frießner nhận được tin báo về đòn đột kích sâu của xe tăng Liên Xô tại khu vực Iaşi vào chiều ngày 20 tháng 8 khi ông ta đang có cuộc họp với Thủ tướng Romania Ion Antonescu khiến cuộc họp phải bỏ dở. Từ tối 20 đến sáng 21 tháng 8, thông tin về quân số Đức và Romania thương vong tăng lên từng giờ trong khi trên bản đồ của các sĩ quan tác chiến Đức, các mũi tấn công bằng xe tăng của quân đội Liên Xô bắt đầu vượt khỏi ngoại ô phía Nam Iaşi. Johannes Frießner gọi điện cho tướng Otto Wöhler và nhận được hồi đáp rằng Tập đoàn quân 8 cũng đang phải chống trả các trận công kích của Tập đoàn quân 40 (Liên Xô) trên hướng Paşcani. Nhận thấy cánh quân chủ lực của Tập đoàn quân 6 (Đức) đang lâm vào tình thế đe dọa bị hợp vây Johannes Frießner lệnh cho tướng Otto Wöhler phải điều gấp Sư đoàn xe tăng "Đại Romania" do các sĩ quan Đức chỉ huy còn đang "rỗi rãi" ở lực lượng dự bị đến ngay tuyến phòng thủ núi Mare. Ngày 21 tháng 8, Sư đoàn xe tăng này đã tạm thời chặn được đòn đột kích của Tập đoàn quân xe tăng cận vệ 6 (Liên Xô), kìm chân tập đoàn quân này thêm một ngày một đêm ở chân dãy núi này.
Đến sáng 22 tháng 8, dưới các trận oanh tạc từ trên không và các đòn đột kích liên tục của xe tăng và bộ binh Liên Xô, Sư đoàn xe tăng "Đại Romania" đã bị thiệt hại nặng, liên quân Đức-Romania không còn giữ được tuyến phòng ngự liên tục dọc theo chân núi Mare và buộc phải tháo lui. Trong ngày 22 tháng 8, Tập đoàn quân xe tăng 6 dẫn theo các quân đoàn bộ binh cánh trái của Tập đoàn quân 27 và cánh phải của Tập đoàn quân 52 truy kích dọc theo các con sông Prut và Seret. Cũng trong buổi sáng 22 tháng 8, Tập đoàn quân cận vệ 4 bắt đầu phát động tấn công từ Petreşti vào Tây Bắc Chişinău, đánh chiếm thị trấn Nisporeny và phối hợp với đòn tấn công của Tập đoàn quân xung kích 5 từ Dubosary (Dabasari) đánh vào Đông Bắc Chişinău, bắt đầu chia cắt tuyến phòng thủ của quân Đức xung quanh thành phố. Đến cuối ngày 22 tháng 8, chủ lực của Phương diện quân Ukraina 2 đã thọc sâu vào tuyến phòng ngự của liên quân Đức - Romania được hơn 60 km và mở rộng chính diện đột phá lên đến 120 km. Quân đội Liên Xô đã tiến ra tuyến có thể trực tiếp bao vây Tập đoàn quân 6 (Đức) trên các tuyến sông Prut, Vaslui và Seret.
Ngày 23 tháng 8, các trận đánh ác liệt tiếp tục diễn ra tại một vòng cung lớn từ Vaslui qua Huşi đến Loevo (Leova), đặc biệt là các bến vượt qua sông Prut. Tướng Johannes Frießner cố gắng kéo quân sang phía Tây để chạy đến Transilvania. Tuy nhiên, 10 sư đoàn Đức và Romania đã bị vây ở phía Đông Huşi. Vì phía sau mặt trận quân Đức hầu như không còn bộ binh dự trữ nên tướng Johannes Frießner tung hơn 50 xe tăng của Sư đoàn xe tăng 20 phối hợp với không quân Đức để phá vây. Do vòng vây của quân đội Liên Xô chưa khép chặt nên một bộ phận quân Đức đang bị vây tại khu vực tam giác Katu-Morgi - Leusheny - Kotvskoye đã thoát sang bờ Tây sông Prust và chạy về tuyến sông Seret. Một số nơi, các nhóm quân Đức rút lui đã đánh vào sau lưng các chi đội phái đi trước của Tập đoàn quân xe tăng 6 và Tập đoàn quân 27.
Ngày 26 tháng 8, Cụm kỵ binh cơ giới của tướng I. A. Pliev sau hai ngày đêm liền hành quân liên tục bằng tàu hỏa đã đổ quân xuống nhà ga Paşcani và bước vào chiến đấu ngay mà không cần chờ tập hợp đủ lực lượng. Có kỵ binh cơ giới hỗ trợ, tốc độ tấn công của Tập đoàn quân cận vệ 7 tăng lên đáng kể. Ngày 27 tháng 8, Tập đoàn quân cận vệ 7, Quân đoàn xe tăng 23 và Cụm kỵ binh cơ giới của tướng I. A. Pliyev vượt sông Seret tại Bakau. Số quân Đức thoát khỏi "cái nồi hầm" ở phía Đông Huşi với quân số khoảng 3 sư đoàn lại một lần nữa lại lọt vào vòng vây của Tập đoàn quân cận vệ 7 và Quân đoàn xe tăng 23 ở phía Đông Onesti và bị đánh tan tại đây. Trong khi Tập đoàn quân 52 và Quân đoàn xe tăng 18 phối hợp với cánh phải của Phương diện quân Ukraina 3 thanh toán Tập đoàn quân 6 (Đức) tại khu tam giác Katu-Morgi (???) - Leusheny - Kotvskoye (???) thì Tập đoàn quân cận vệ 4 đã điều Quân đoàn bộ binh 78 đến tuyến sông Seret để phối hợp tiêu diệt tàn quân Đức và Romania tại đây.
Sau khi thành toán xong cánh quân Đức bị vây ở khu vực phía Đông Huşi, ngày 27 tháng 8, Tập đoàn quân xe tăng cận vệ 6 (bao gồm cả Quân đoàn xe tăng 18) đã song hành với Tập đoàn quân 27 mở một mũi đột kích mới xuống phía Nam. Lợi dụng cửa mở tự nhiên ở Focşani, Cả hai tập đoàn quân đều tiến công rất nhanh qua thị trấn Focşani đến Buzey (???) trong vòng hai ngày. Trước mắt họ là hai mục tiêu quan trọng của chiến dịch: Ploieşti và Bucharest. Tình hình ở hai thành phố quan trọng này đang diễn biến rất khác nhau. Trong khi ở Bucharest, tình hình diễn ra thuận lợi, nhà vua trẻ Mihai đang có cuộc hội kiến với các chính đảng thuộc khối dân tộc-dân chủ Romania mà không có sự tham gia của Ion Antonescu để thiết lập một liên minh chống phát xít thì ở Ploieşti, ngay từ ngày 24 tháng 8, các lực lượng du kích của Đảng Cộng sản Romania và công nhân dầu mỏ đã chiến đấu kịch liệt với cụm quân Đức - Romania đông đến 25.000 người để giành giật các một trong hai nguồn cung dầu mỏ quan trọng của Đế chế thứ ba. Ngày 27 tháng 8, Quân đoàn bộ binh 5 Romania so tướng Vasiliu Reşcanu chỉ huy đã quay súng chống lại quân Đức và đến giúp công nhân dầu mỏ Romania phòng thủ thành phố. Tuy nhiên, các sư đoàn bộ binh 79, 376 và một bộ phận Sư đoàn xe tăng 20 (Đức) đã vây kín Ploieşti..
Tình hình khẩn cấp buộc Phương diện quân Ukraina 2 phải sử dụng Quân đoàn xe tăng 23, Quân đoàn cơ giới cận vệ 5 và ba sư đoàn bộ binh của Tập đoàn quân 27 để mở hướng tấn công vào Ploieşti trước khi đánh chiếm Bucharest. Ngày 28 tháng 8, cánh quân xung kích Liên Xô bắt đầu tấn công các sư đoàn Dức xung quanh Ploieşti. Ngày 29 tháng 7, đến lượt Sư đoàn bộ binh 18 Romania quay súng chống lại quân Đức và hỗ trợ cho cuộc tấn công. Không thể chống lại của đột kích của xe tăng Liên Xô cũng như các đòn phản kích của quân du kích và Quân đoàn bộ binh 5 Romania từ trong thành phố đánh ra, ngày 30 tháng 8, tướng Johannes Frießner buộc phải rút quân khỏi vùng phụ cận Ploieşti và theo đường sắt chạy về Brasov. Khi Quân đoàn xe tăng 23 cơ động từ cao nguyên Bracha xuống Ploieşti thì khu công nghiệp dầu mỏ đã được giải phóng gần như nguyên vẹn. Tướng A. O. Akhmanov lập tức chuyển chiến thuật sang tấn công truy kích. Trong ba ngày tiếp theo, các sư đoàn bộ binh 79 và 376 (Đức) đã bị Quân đoàn xe tăng 23 bám đuổi và đánh thiệt hại nặng suốt dọc đường từ Ploieşti đến Ofytul-Georgye (Sfantu gheorghe).

### Hướng Akkerman - Constanta

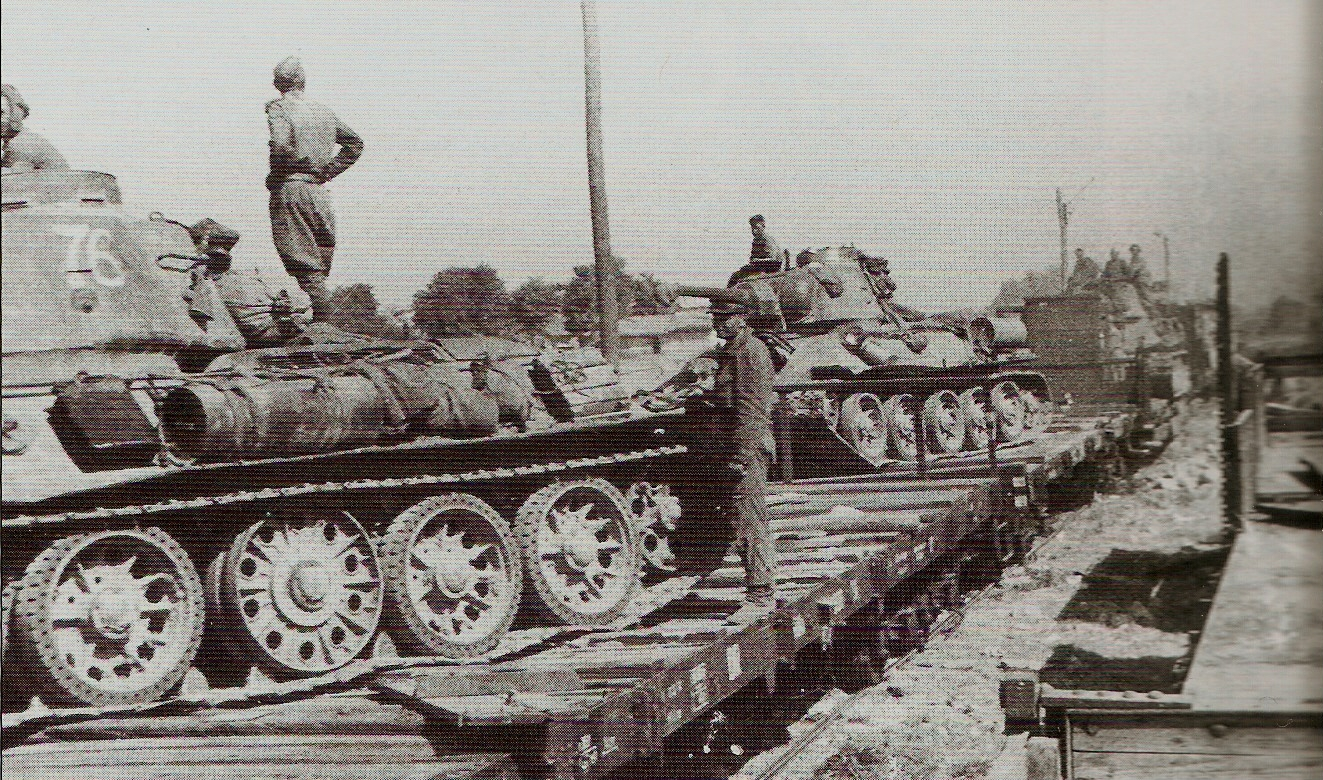
Các xe tăng của Quân đoàn cơ giới cận vệ 4 (Liên Xô) xuống tàu tại nhà ga Tiraspol, tháng 8 năm 1944

Khác với Phương diện quân Ukraina 2 tiến công trên địa hình miền núi và trung du ven rìa phía Đông dãy núi Carpath, Phương diện quân Ukraina 3 do đại tướng tư lệnh F. I. Tolbukhin chỉ huy phải hoạt động trong điều kiện địa hình đồng bằng ven biển, có nhiều khu vực của sông và bãi lầy. Ở đây rất ít "đất" cho xe tăng hoạt động nhưng không có lực lượng công binh và vận tải đường sông mạnh thì khó có thể vượt sông Dniestr tấn công trong thời hạn quy định. Bởi vật, STAVKA đã chỉ thị cho Hạm đội Biển Đen phải hỗ trợ phương diện quân của F. I. Tolbukhin cả về máy bay và hạm tàu, đồng thời dành hẳn Giang đoàn Danub để Phương diện quân Ukraina 3 sử dụng không chỉ trong các chiến dịch ở Romania mà còn trong các chiến dịch ở Bulgaria sau này.
Tướng F. I. Tolbukhin có 4 tập đoàn quân và 2 quân đoàn cơ giới để thực thi nhiệm vụ. Các tập đoàn quân 37, xung kích 5 và Quân đoàn cơ giới 7 có nhiệm vụ phối hợp với cánh trái của Phương diện quân Ukraina 2 bao vây và tiêu diệt Tập đoàn quân 6 (Đức) ở khu vực Chişinău. Tập đoàn quân 57 và Quân đoàn cơ giới cận vệ 4 có nhiệm vụ đột kích sâu xuống Galats (Galati), nơi đóng sở chỉ huy của Cụm tập đoàn quân Nam Ukraina. Tập đoàn quân 46 có nhiệm vụ phối hợp với Hải quân đánh bộ của Hạm đội Biển Đen bao vây và tiêu diệt Tập đoàn quân 3 (Romania) và các đơn vị Đức tại khu vực ven biển (thường được gọi là Cụm quân Akkerman). Trong đó, mũi tấn công của Tập đoàn quân 37 có vai trò rất quan trọng. Nó phải phối hợp chặt hẽ với mũi tấn công của Tập đoàn quân 52 (Phương diện quân Ukraina 2) để bao vây Tập đoàn quân 6 (Đức) ở Chişinău. Mũi tấn công của Tập đoàn quân 57 có một tầm quan trọng khác, nó chia cắt Tập đoàn quân 3 (Romania) với tất cả các lực lượng còn lại của Cụm tập đoàn quân Nam Ukraina (Đức). Vì có ít binh lực hơn nên F. I. Tolbukhin chỉ dành ra Quân đoàn bộ binh cận vệ 6 làm lực lượng dự bị.
Sáng ngày 20 tháng 8, trong khi tại Galats, Bộ tham mưu của tướng Johannes Frießner còn đang xem xét lại kế hoạch rút lui của Cụm tập đoàn quân Nam Ukraina (Đức) thì tướng F. I. Tolbukhin đã có mặt tại đài chỉ huy ở bờ sông Dniestr đối diện với thành phố Beldery để kiểm tra lần cuối cùng công việc chuẩn bị. Đồng hồ chỉ đúng 8 giờ, hơn 5 nghìn khẩu pháo và súng cối của Phương diện quân Ukraina 3 đã trút đạn sang tuyến phòng thủ của quân Đức và Romania ở bên kia sông Dniestr. Pháo hạm và các dàn Katyusha từ các chiến hạm và tàu tuần tra của Hạm đội Biển Đen cũng bắn phá pháo đài Akkerman. Tập đoàn quân không quân 17 và Không quân của hạm đội Biển Đen cũng thực hiện hơn 400 phi vụ đánh vào các cứ điểm phòng thủ của quân Đức và Romania từ sông Dniestr đến sông Prut và cửa sông Danub. Theo tính toán mật độ đạn của Phòng tham mưu pháo binh phương diện quân, cứ 100 mét chính diện trên tuyến phòng thủ của quân Đức phải hứng chịu khoảng 15 tấn bom và đạn pháo.
Hauptmann Hans Diebisch, sĩ quan chỉ huy một tiểu đoàn Đức cho biết:
| “                                                      | Các hỏa điểm của quân Đức đã bị xóa sổ hoàn toàn bởi các máy bay tiêm kích bom Xô Viết đang oanh tạc tiền tuyến lẫn hậu phương. Khi bộ binh Nga xuất hiện bất thình lình ở các cứ điểm của tiểu đoàn và chúng tôi buộc phải rút lui, thì không quân Nga đã cắt mất đường rút của chúng tôi. Tiểu đoàn bị cắt nát vụn và bị hủy diệt bởi máy bay cũng như hỏa lực pháo, súng cối và súng máy. Đến cuối ngày, quân Nga đã tiến rất sâu vào tuyến phòng thủ của chúng tôi | ” |
| — Hauptmann Hans Diebisch, Commander II./IR579, 306.ID | |   |

Không quân của Hạm đội Biển Đen (Liên Xô) ném bom cảng Constanta ngày 20 tháng 8 năm 1944

Do xuất phát từ hai căn cứ đầu cầu ở phía Nam Tiraspol nên các tập đoàn quân 37 và 57 không phải vượt sông trong hành tiến. Tại Quân đoàn bộ binh 66 thuộc Tập đoàn quân 37, chỉ huy Sư đoàn bộ binh 333, thiếu tướng A. I. Danilov quyết định không dành một đơn vị nào ở thê đội dự bị mà tung hết ba trung đoàn của mình vào trận đánh. Sư đoàn bộ binh cận vệ 61 bên cánh phải họ thì tiến công theo đội hình chuẩn với 2 trung đoàn tham gia tiến công và 1 trung đoàn dự bị. Vấp phải các hỏa điểm mạnh của quân Đức còn sót lại tại cứ điểm Plopschtubej (Plop-Știubei), Trung đoàn bộ binh cận vệ 188 đã phải dừng lại. Trong khi đó, Trung đoàn bộ binh 189 bên cạnh Sư đoàn 333 vẫn tấn công đều đặn. Trước tình hình đó, tư lệnh Sư đoàn bộ binh cận vệ 6 đưa Trung đoàn bộ binh cận vệ 187 vào mặt trận để tăng sức đột phá. Đến chiều tối ngày 20 tháng 8, Sư đoàn bộ binh 244 tiếp tục được tung vào trận địa để đột phá qua tuyến phòng thủ thứ hai của liên quân Đức - Romania. Trong ngày đầu tiên của chiến dịch, các quân đoàn Liên Xô đều vượt qua được từ 7 đến 9 km. Riêng Quân đoàn bộ binh 66 tiến lên được 15 km. Các sư đoàn bộ binh 15, 306 (Đức) bị thiệt hại nặng. Sư đoàn bộ binh sơn chiến 4 và Sư đoàn bộ binh 21 (Romania) bị tiêu diệt hoàn toàn.
Ngày 21 tháng 8, quân Đức bắt đầu có phản ứng. Tướng Johannes Frießner điều Sư đoàn xe tăng 13 và các sư đoàn bộ binh 106, 153 và 258 (Đức) mở cuộc phản kích để giữ con đường sắt từ Beldery đi Romanovka, tạm thời chặn được Tập đoàn quân 37 ở khu vực Opaci. Sáng 22 tháng 8, Quân đoàn cơ giới cận vệ 4 có 135 xe tăng và 56 pháo tự hành được điều đến khu vực để chặn kích. Tập đoàn quân không quân 17 của tướng V. A. Sudet được lệnh dành toàn bộ Quân đoàn không quân 9 (2 sư đoàn cường kích, 1 sư đoàn tiêm kích) để tấn công cánh quân phản kích của Đức. Các máy bay cường kích IL-2 một lần nữa lại trở thành những "thần chết đen" đối với các xe tăng Đức. Chiều 22 tháng 8, cuộc phản kích của 4 sư đoàn Đức bị đánh lui về Gura-Gandena (Gura Galbenei). Quân Đức bỏ lại trên bãi chiến trường hơn 100 xác xe tăng và pháo tự hành bị phá hủy và hàng nghìn xác lính bộ binh.
Ngày 23 tháng 8, sau năm lần bảy lượt đề đạt ý kiến, và chỉ khi nhận được những tin tức rất xấu từ mặt trận Romania báo về từ nhiều nguồn, tướng Johannes Frießner mới được Hitler cấp quyền rút các lực lượng Đức và Romania khỏi tuyến phòng thủ. Cũng như tại tuyến sông Dniepr trước đây, quyết định đó là quá muộn. Ngày hôm đó, các Tập đoàn quân cận vệ 4 (Phương diện quân Ukraina 2) và xung kích 5 (Phương diện quân Ukraina 3) đã áp sát phía Bắc và phía Nam Chişinău sau khi đánh bại cuộc phản kích của liên quân Đức-Romania, Tập đoàn quân 37 (Liên Xô) đã chặn hết các con đường rút lui của quân Đức xuống phía Nam. Không những thế, đòn tấn công của Tập đoàn quân 46 (Liên Xô) còn chia cắt Tập đoàn quân 6 (Đức) và Tập đoàn quân 3 (Romania) và một bộ phận lớn Tập đoàn quân 3 Romania đã bị dồn ra biển. Họ đã để mất pháo đài Akkerman một cách nhanh chóng và đang bị quân đội Liên Xô tiêu diệt hoặc làm tan rã tại các bãi lầy ở vùng cửa sông Kogilnik. Đến ngày 23 tháng 8, Tập đoàn quân 3 Romania đã không còn tồn tại.
Đòn tấn công của Tập đoàn quân 57 hầu như không gặp phải sức chống cự đáng kể của quân đội Đức Quốc xã. Ngày 21 tháng 8, tướng Johannes Frießner đã cho rút bộ tham mưu của Cụm tập đoàn quân Nam Ukraina khỏi thành phố Galats bằng máy bay về Debresen (Hungary). Ngày 23 tháng 8, Quân đoàn bộ binh 64 chiếm Tarutino. Ngày 24 tháng 8, Quân đoàn bộ binh 68 đánh bật cuộc phản kích của quân Đức ở phía đông Kagul (Cahul). Tàn quân Đức của Sư đoàn bộ binh 9 bỏ chạy sang phía Tây lại rơi vào đúng tuyến tấn công của Tập đoàn quân 27 đã nhanh chóng bị tiêu diệt và bị bắt làm tù binh. Ngày 25 tháng 8, Quân đoàn bộ binh 9 (Tập đoàn quân 57) đánh chiếm pháo đài Izmail. Ngày 26 tháng 8, Tập đoàn quân 57 tổ chức vượt sông Danub đánh chiếm Tulcha (Tulcea). Ngày 27 tháng 8, đến lượt thị trấn Babadag được giải phóng. Ngày 29 tháng 8, Quân đoàn bộ binh 9 và Quân đoàn bộ binh 64 phối hợp với Hải quân đánh bộ của Hạm đội Biển Đen và Sư đoàn đổ bộ đường không 10 đánh chiếm cảng Constanta. Cùng ngày, Quân đoàn bộ binh 68 đánh chiếm Chernavoda (Cernavoda) trên bờ sông Danub.
Sau khi tiêu diệt cụm quân Đức và Romania tại phía Nam Akkerman, Tập đoàn quân 46 tiếp tục cơ động xuống phía Đông Bucharest theo bờ tả ngạn sông Danub. Ngày 27 tháng 8, Quân đoàn bộ binh 37 đánh chiếm thành phố Galats. Ngày 28 tháng 8, đến lượt thành phố Braila rơi vào tay quân đội Liên Xô. Ngày 29 tháng 7, Quân đoàn bộ binh 34 đánh chiếm thị trấn Slobozie (Slobozia) trên sông Jalomişa và chỉ còn cách biên giới Romania - Bulgaria chưa đầy 50 km.

### Hướng Chişinău

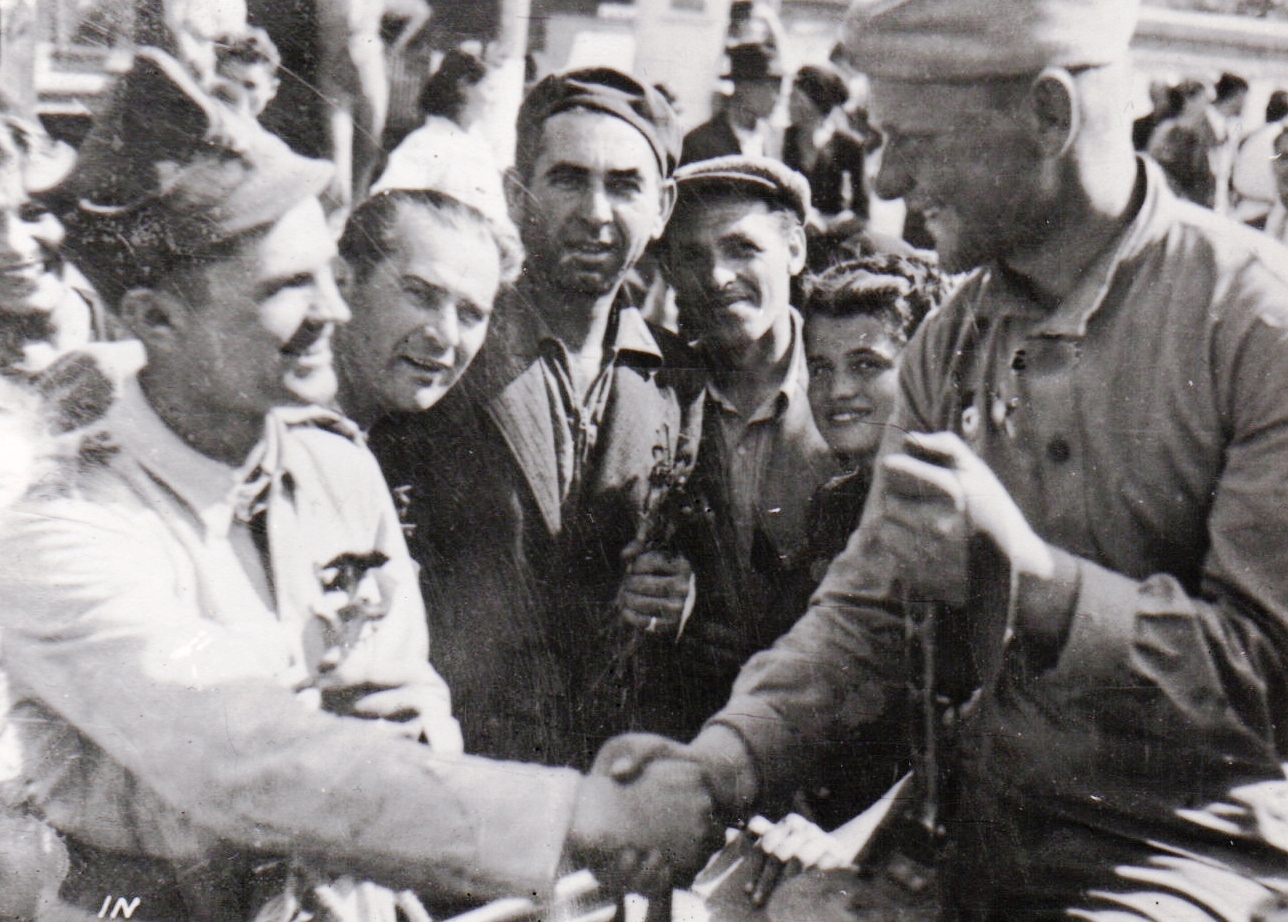
Binh sĩ Liên Xô và binh sĩ Romania bắt tay nhau tại mặt trận. Từ ngày 31 tháng 8 năm 1944, họ đã cùng chung một chiến tuyến

Đến cuối ngày thứ ba của chiến dịch, Phương diện quân Ukraina 3 đã thọc rất sâu vào hậu cứ của Tập đoàn quân 6 (Đức). Trong tay tướng Johannes Frießner chỉ còn lại Sư đoàn xe tăng "Đại Romania" nhưng nó lại đang bị Tập đoàn quân xe tăng 6 (Liên Xô) tiêu hao sau hai ngày chiến đấu liên tục dưới chân núi Mare để giữ con đường rút lui sang phía Tây của Cụm quân Đức - Romania tại Chişinău. Trên hướng Đông Nam Chişinău, Quân đoàn cơ giới cận vệ 4 của Phương diện quân Ukraina 3 sau khi hỗ trợ cho Tập đoàn quân 46 đánh tan Tập đoàn quân 3 Romania đã ngoặt sang phía Tây, hợp lực cùng Quân đoàn cơ giới 7 khép vòng vây ở phía Nam Chişinău tại Leovo. Tập đoàn quân 6 (Đức) đứng trước nguy cơ bị bao vây tiêu diệt. Thượng sĩ nhất Franz-Josef Strauss của Trung đoàn xe tăng 66 thuộc Sư đoàn xe tăng 13, (về sau trở thành một chính trị gia nổi tiếng) đã nhận xét rằng sư đoàn của ông không còn tồn tại dưới tư cách là một đơn vị chiến thuật có tổ chức kể từ ngày thứ ba của cuộc tấn công. Ông nói: "Quân địch ở khắp nơi."
Mazulenko đã nhận xét như sau về đà tiến quân của Quân đoàn bộ binh 66 Liên Xô, đơn vị đầu tiên khép vòng vây ở phía Nam cụm quân Đức tại Chişinău trên khu vực Guna Galdena:
| “ | Do quân đội ta bố trí tấn công theo chiều sâu gồm nhiều thê đội nối tiếp nhau công kích nên các phòng tuyến của địch quân đều bị phá vỡ một cách nhanh chóng. | ” |

Từ ngày 23 tháng 8, các gọng kìm của Tập đoàn quân 52 và Quân đoàn xe tăng 18 (từ phía Tây), Tập đoàn quân 37 và Quân đoàn cơ giới cận vệ 4 (từ phía Đông), Tập đoàn quân cận vệ 4 (từ phía Tây Bắc), Tập đoàn quân xung kích 5 (từ phía Đông Bắc) và Quân đoàn cơ giới 7 từ phía Nam đã ngày càng khép lại. Tập đoàn quân 6 (Đức) chỉ còn duy nhất một "cửa thoát hiểm" ở Tây Nam Chişinău qua Leusheny và Huşi. Tuy nhiên, ngay từ ngày 22 tháng 8, không cần chờ lệnh của tướng Johannes Frießner, tướng Maximilian Fretter-Pico đã cho Tập đoàn quân 6 rút lui sang phía Tây Nam theo con đường bộ từ Chişinău đi Huşi, dự kiến sau đó sẽ cắt phương vị vào chân núi phía Đông dãy Carpath rồi rút sang Hungary. Tướng Maximilian Fretter-Pico cũng ra lệnh cho các đơn vị mang theo tối đa số lượng vũ khí nặng có trong tay để chiến đấu trên đường đi. Thanh minh cho hành động rút quân được giới chức Romania miêu tả là "cuộc chạy trốn khỏi chiến trường" của Tập đoàn quân 6 (Đức), tướng Johannes Frießner viết:
| “                   | Trong tình huống nguy hiểm đến quân đội của mình, tướng Fretter-Pico có thể rút quân và di chuyển sở chỉ huy của mình về phía sau mà không cần phải đợi lệnh của tôi. Bởi trong trường hợp này thì đó là vấn đề sinh tử đối với hàng chục nghìn binh sĩ. Người chỉ huy phải giúp đỡ họ bằng bất kỳ phương tiện nào, bất cứ cách nào. Còn nếu bộ chỉ huy cứ hành động một cách máy móc chống lại đối phương thì đó là điều không thể chấp nhận được. | ” |
| — Johannes Frießner | |   |

Ngày 24 tháng 8, Tập đoàn quân xung kích 5 (Liên Xô) giải phóng Chişinău và Tập đoàn quân cận vệ 4 tiếp tục truy kích Tập đoàn quân 6 (Đức) đang rút lui. Chiều 24 tháng 8, đại bộ phận Tập đoàn quân 6 (Đức) đã bị vây tại khu vực phía Đông Huşi. Tuy nhiên, do vòng vây phía trong không được bảo đảm liên tục nên cụm quân Đức bị vây lên đến 18 sư đoàn đã trở thành mối đe dọa phía sau lưng chủ lực các tập đoàn quân Liên Xô đang lao nhanh về phía Nam. Ngày 25 tháng 8, cụm quân lớn nhất của quân Đức gồm khoảng 35.000 người bị kẹt lại tại các bến vượt trên sông Prut bị tiêu diệt hoặc hạ vũ khí đầu hàng. Tuy nhiên, khoảng 10.000 quân Đức đã chạy thoát sang bờ Tây sông Prut. Như một cơn bão lớn bị tan thành nhiều cơn lốc nhỏ, quân Đức phân tán thành từng tốp, từng nhóm, từng cụm, tổ chức công kích ở khắp mọi hướng để có thể thoát khỏi vòng vây. Từ ngày 25 đến ngày 30 tháng 8 năm 1944, Tập đoàn quân cận vệ 4 (Liên Xô) cũng phải xé lẻ thành các sư đoàn để truy đuổi, tiêu diệt và bắt làm tù binh các nhóm quân Đức đang tháo chạy tứ tán khắp mọi nơi ở giữa sông Prut và dãy núi Đông Carpath. Ngày 26 tháng 8, một cụm quân gồm hơn 2.000 người bị Sư đoàn bộ binh cận vệ 7 (Liên Xô) tiêu diệt tại khu vực giữa Huşi và Vaslui. Ngày 27 tháng 8, một cụm quân khác đông đến 3.000 người bị Sư đoàn bộ binh cận vệ 5 (Liên Xô) đánh tan và bắt làm tù binh ở phía Bắc Birlad. Ngày 28 tháng 8, Sư đoàn bộ binh cận vệ 41 (Liên Xô) mở cuộc tập kích vào nhóm tàn quân của Quân đoàn bộ binh hỗn hợp 4 (Đức - Romania) tại khu vực đầu cầu Burdusachi (Burdusaci). Quân đội Liên Xô bắt hơn 1.000 tù binh. Trong số các xác chết trên chiến trường có tướng Friedrich Mieth, chỉ huy quân đoàn này. Ngày 30 tháng 8, một cụm lớn quân Đức-Romania gồm hơn 4.000 quân bị đánh tan ở giữa hai con sông Onessti và Seret. Trong lịch sử Chiến tranh thế giới thứ hai, Tập đoàn quân 6 (Đức) trở nên nổi tiếng vì đây là tập đoàn quân Đức duy nhất có ba lần bị bao vây tiêu diệt. Lần thứ nhất ở Stalingrad trong mùa đông 1942-1943, lần thứ hai ở Iaşi-Chişinău tháng 8 năm 1944 và lần thứ ba, tập đoàn quân này bị bao vây và đầu hàng ở mặt trận Áo ngày 9 tháng 5 năm 1945.

## Diễn biến chính trị - quân sự có liên quan

### Chính phủ Romania thân Đức sụp đổ

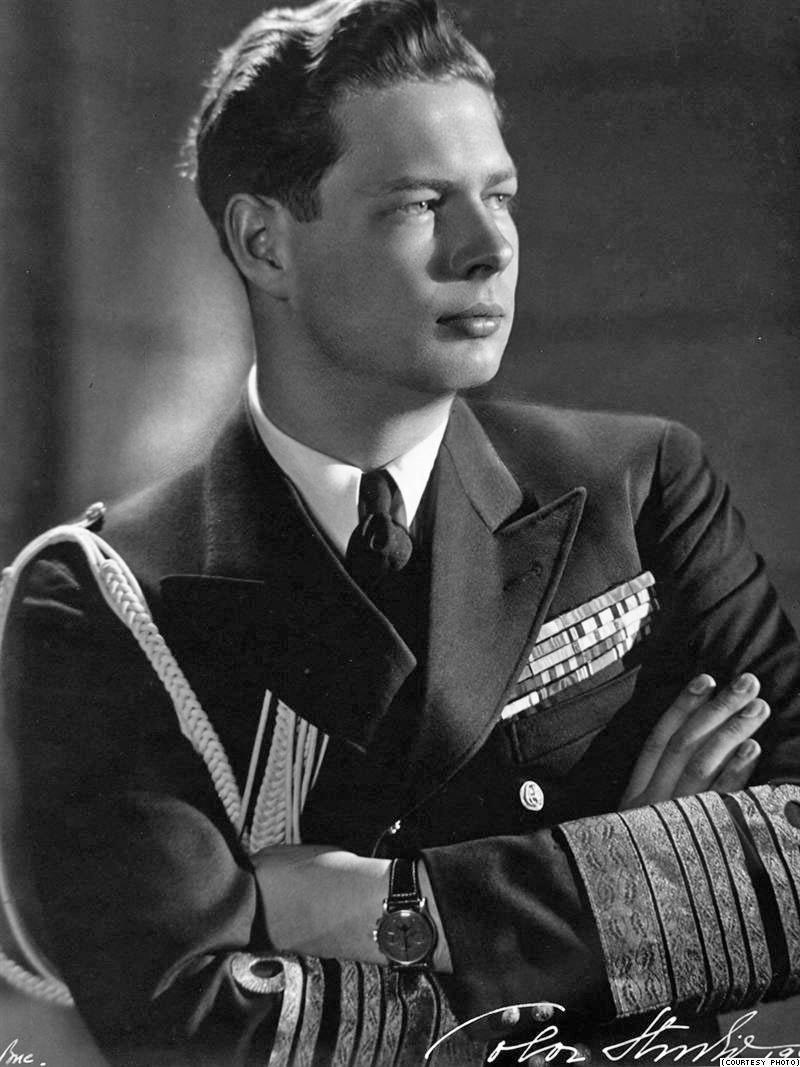
Vua Mihai I của Romania, người được coi là "kiến trúc sư" của cuộc đảo chính lậi đỏ chính phủ Ion Atonescu ngày 23 tháng 8 năm 1944

Thất bại của liên quân Đức Quốc xã - Romania trên chiến trường Iaşi-Chişinău cuối tháng 8 năm 1944 là tiền đề của sự rạn nứt nghiêm trọng trong quan hệ đồng minh phe Trục giữa Đức Quốc xã và Romania. Berlin và Bucharest đã đổ lỗi cho nhau về nguyên nhân dẫn đến thảm họa của Cụm tập đoàn quân Nam Ukraina, được cấu tạo chủ yếu bằng các sư đoàn Đức Quốc xã và Romania. Tướng Johannes Frießner, tư lệnh cụm tập đoàn quân này cho rằng vì các sư đoàn bộ binh Romania 4, 11 và 21 bỏ chiến hào chạy trốn trước các đòn tấn công của quân đội Liên Xô ngay từ những giờ chiến đấu đầu tiên nên phòng tuyến của các sư đoàn bộ binh 9, 79, 306 và 376 (Đức) bị hở sườn, không thể chống đỡ được đòn đột kích của 3 quân đoàn xe tăng và 1 quân đoàn cơ giới Liên Xô. Tướng Heinz Guderian, Tổng thanh tra các lực lượng tăng - thiết giáp của quân đội Đức Quốc xã xác nhận:
| “                 | Ngày 20 tháng 8 năm 1944, quân Nga bắt đầu tấn công phòng tuyến của "Cụm tập đoàn quân Nam Ukraina" và họ đã đạt được những thành công lớn. Tuy nhiên, đó chưa phải là tất cả. Đối phương đã biến các đơn vị Romania thành vũ khí để chống lại đối thủ của họ, tức là chúng ta. Các chỉ huy Đức và binh sĩ Đức đã không lường trước được sự phản bội đó. Mặc dù Hitler cho phép rút quân ngay lập tức nhưng trước đó, quân đội Romania lại chính là những người đã bỏ chạy trước tiên trong khi quân đội của chúng ta cố chống giữ chiến tuyến và rút lui từ từ. Để tránh một thất bại toàn diện và sự diệt vong, đáng lẽ phải giữ các cây cầu lại nhưng những người Romania ích kỷ sau khi bỏ chạy qua đó đã phá hủy chúng, đẩy quân Đức rơi vào vòng vây của quân Nga. Chúng ta đã mất tất cả 16 sư đoàn Đức. Đó là một tổn thất không thể bù đắp được đối với chúng ta trong tình hình vốn đã rất khó khăn | ” |
| — Heinz Guderian. | |   |

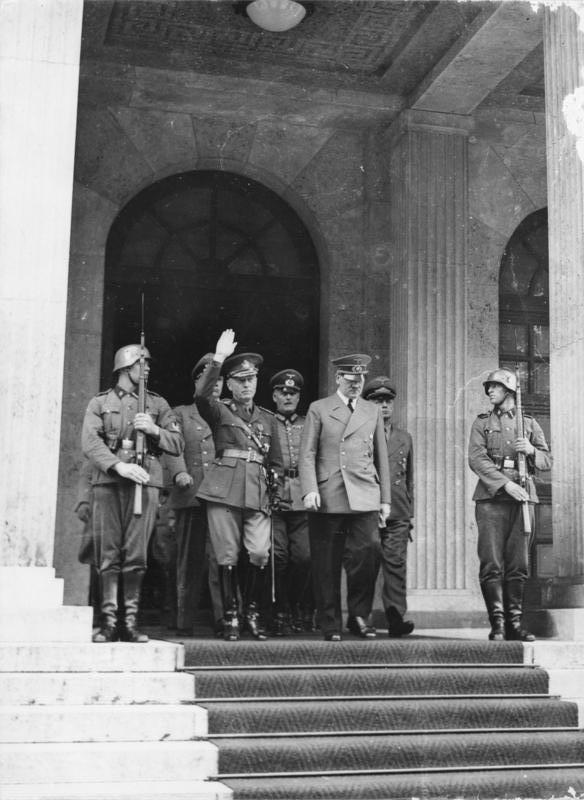
Ion Antonescu (người giơ tay chào) cùng với Adolf Hitler, Ribbentrop và Keitel tại Munich, ngày 10 tháng 6 năm 1941

Đến lượt mình, người Romania đổ tội cho quân Đức rằng họ đã có kế hoạch rút lui một cách bí mật khỏi Chişinău mà không báo cho các đơn vị Romania biết nên đã "bỏ rơi" họ để họ ở lại một mình "chịu trận" với xe tăng, pháo binh và không quân Nga, khiến cho 130.000 sĩ quan và binh sĩ Romania bị quân đội Liên Xô bắt làm tù binh. Trong khi người Đức rút lui thì họ lại buộc người Romania phải chiến đấu với binh lực yếu hơn nhiều lần để ngăn chặn đường tấn công của xe tăng Liên Xô. Kết quả là sư đoàn xe tăng "Đại Romania", quả đấm xung kích mạnh của quân đội Romania đã thiệt hại nặng nề làm cho quân đội Romania không còn trông cậy vào nó được nữa.
Trong khi các giới chức quân sự Đức Quốc xã và Romania đổ lỗi cho nhau về nguyên nhân thất bại trên chiến trường thì đêm 21 rạng ngày 22 tháng 8, Vua Romania Mihai I đã có cuộc họp bí mật với lãnh tụ các chính đảng trong khối dân tộc-dân chủ Romania gồm Đảng cộng sản, Đảng xã hội dân chủ, Đảng dân tộc nông dân và Đảng dân tộc tự do. Thủ tướng Romania thân Đức Ion Antonescu không được mời tham dự. Tại cuộc họp, Vua Mihai I đề nghị các đại biểu thảo luận về việc thay thế chính phủ của Ion Antonescu bằng một thủ tướng khác có khả năng đàm phán với Liên Xô để đưa Romania ra khỏi chiến tranh. Nhà vua cũng cho biết, sĩ quan tùy tùng của mình là đại tá Eminiu Ionescu đã vạch kế hoạch bắt giữ Ion Antonescu từ tháng 4 năm 1944 nhưng vì lúc đó, tình hình chưa thuận lợi nên chưa thể thực hiện được. Các đại biểu của Đảng Cộng sản Romania không chỉ đồng ý với việc bắt giữ bắt giữ Ion Antonescu mà họ còn đi xa hơn với mục tiêu phải lật đổ chính phủ thân Đức do Ion Antonescu đứng đầu, bắt giữ ông ta và các bộ trưởng thân Đức, lập ra một chính phủ liên hiệp giữa các đảng khối dân tộc dân chủ (không kể cánh tả hay cánh hữu) để tuyến bố rút khỏi chiến tranh và thương lượng với Liên Xô. Vua Mihai I và các đại biểu đều nhất trí với mục tiêu này và họ bắt đầu lên kế hoạch khởi nghĩa.

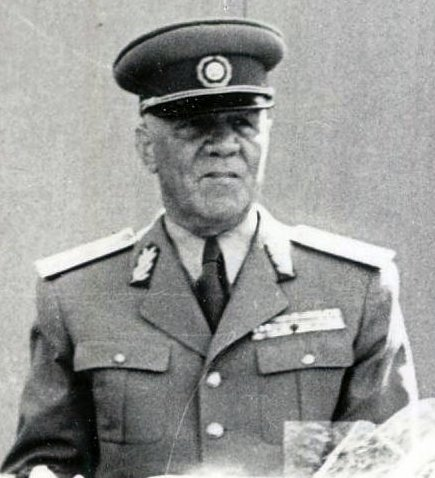
Emin Bodnăraş, lãnh tụ Đảng Cộng sản Romania, một trong những người lãnh đạo cuộc khởi nghĩa tháng 8 năm 1944

Ngay trong đêm 21 rạng ngày 22 tháng 8, những đại biểu dự họp đã bầu ra Ủy ban khởi nghĩa do bốn thành viên của 4 đảng làm đồng chủ tịch. Mỗi đảng đều "góp quân" cho cuộc khởi nghĩa. Trong đó, Đảng Cộng sản đóng góp khoảng 50 trung đội với 2.000 quân. Tổng số quân khởi nghĩa ước tính khoảng 8.000 người. Hai đội quân được chuẩn bị để bắt giữ Ion Antonescu. Đội thứ nhất gồm các tay súng trong lực lượng kháng chiến Romania hoạt động bí mật. Đội thứ hai gồm các binh sĩ Romania trong tiểu đoàn bảo vệ hoàng cung. Trong trường hợp đội thứ nhất không vào được hoàng cung, đội thứ hai sẽ thực thi nhiệm vụ. Chiều 23 tháng 8, Ion Antonescu đề nghị được yết kiến vua Mihai I vào lúc 16 giờ. Đương nhiên là Vua Mihai I đồng ý triệu kiến. Ngay sau khi báo cáo xong tinh hình chiến sự, Ion Antonescu và Mihai Antonescu (Bộ trưởng ngoại giao) bị bắt giữ theo phương án 2. Đội cảnh vệ của ông ta cũng bị tước vũ khí. Ngay buổi tối hôm đó, các bộ trưởng thân Đức trong chính phủ của Antonescu đều bị bắt. Cuộc đảo chính của Vua Mihai I của Romania đã thành công mà không diễn ra đổ máu. Manfred von Killinger, đại sứ Đức tại Bucharest chỉ biết về cuộc đảo chính đã diễn ra vào sáng hôm sau. Đồng thời với việc bắt giữ chính phủ Antonescu, các lực lượng yêu nước Romania đã phát động cuộc khởi nghĩa dưới sự lãnh đạo của Emil Bodnăraş, một lãnh tụ của Đảng Cộng sản Romania.
22 giờ 15 phút tối 23 tháng 8 (theo giờ Đông Âu), Vua Romania Mihai I đã đến Đài phát thanh Bucharest đọc bản tuyên bố của Hoàng gia Romania, cam kết đình chỉ các hành động quân sự chống lại các nước Đồng minh chống phát xít, kêu gọi họ đàm phán để ký kết một hòa ước, lập lại hòa bình trên lãnh thổ Romania và cho biết sẽ thành lập một chính phủ mới. Mục tiêu trước mắt của chính phủ này là đình chiến với các nước đồng minh, rút khỏi khối liên minh phe Trục, khôi phục đất nước và đấu tranh để giải phóng miền Bắc Transilvania. Đáp lại bản tuyên bố này, ngày 25 tháng 8, Chính phủ Liên Xô ra tuyên bố khẳng định lại lập trường của Liên Xô trong Thông cáo báo chí ngày 12 tháng 4 năm 1944 của Bộ dân ủy Ngoại giao:
| “                                            | "Liên Xô không có ý định chiếm giữ bất kỳ phần lãnh thổ nào của Romania, không có ý định thay đổi chế độ chính trị xã hội hiện nay ở Romania và không thi hành bất kỳ một biện pháp nào gây ảnh hưởng đến nền độc lập của Romania. Ngược lại, Chính phủ Liên Xô xét thấy cần phải khôi phục lại nền độc lập của Romania và giải phóng Romania khỏi quân chiếm đóng Đức Quốc xã." | ” |
| — Thay mặt chính phủ Liên Xô: V. M. Molotov. | |   |

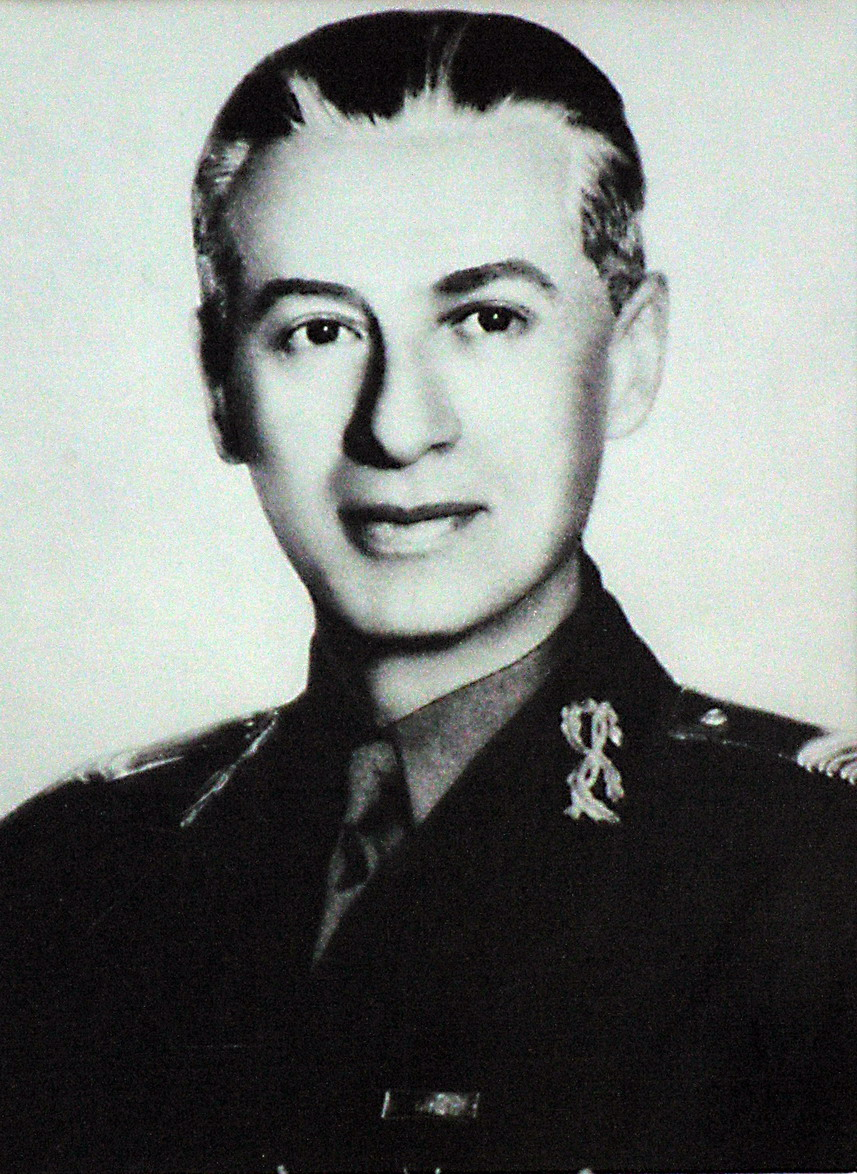
Tướng Constantin Sănătescu, thủ tướng Romania sau đảo chính

Ngày 24 tháng 8, đại sứ Đức tại Bucharest Manfred von Killinger xin yết kiến Vua Mihai I. Tại hoàng cung, Vua Mihai I cho biết chính phủ của Ion Antonescu đã chấm dứt hoạt động và đang bị giam giữ. Vua Mihai I yêu cầu rút các đơn vị quân đội Đức Quốc xã ra khỏi Romania và tuyên bố phía Romania sẽ không gây trở ngại cho cuộc rút quân này. Rời hoàng cung, Manfred von Killinger tuyên bố sẽ dìm cả nước Romania trong biển máu. Chiều các tướng lĩnh Đức Quốc xã cũng xin yết kiến Vua Mihai I và hứa sẽ rút các lực lượng Đức khỏi Bucharest. Tuy nhiên, đêm 24 tháng 8, Adolf Hitler ra lệnh cho tướng Alfred Gerstenberg, chỉ huy các lực lượng Đức Quốc xã ở Bucharest "phải dùng tất cả sức mạnh để trấn áp nhưng kẻ Romania "cứng đầu", phải bắt giữ ngay lập tức nhà vua Romania và phe nhóm của ông ta". Hitler sử dụng Horia Sima, nguyên là Phó thủ tướng của chính phủ Ion Antonescu, người đứng đầu phong trào "Mișcarea legionară" lập ra chính phủ lưu vong thân Đức tại Berlin. Những hành động đó của Hitler không khác gì việc nước Đức Quốc xã tuyên chiến với Romania.
Ngày 25 tháng 8, không quân Đức huy động hàng chục phi đội cất cánh từ căn cứ không quân Baneaşa đến ném bom bắn phá Bucharest, trong đó có cả hoàng cung và tòa nhà trụ sở chính phủ Romania. Tuy nhiên, nhà vua Mihai I và hoàng thái hậu Elena đã được những người cộng sản Romania đưa đến một nơi ở bí mật an toàn cách xa Bucharest và làm việc bình thường ở đó từ đêm 24 tháng 8. Trước tình hình nghiêm trọng, ngày 25 tháng 8, nhà vua Mihai I đã đồng ý với đề nghị của những người cộng sản Romania phát động cuộc đấu tranh vũ trang chống lại quân đội Đức Quốc xã, kêu gọi quân đội Romania hãy rút về bảo vệ thủ đô và đấu tranh chống nước Đức Quốc xã. Lúc này, đại bộ phận quân đội Đức Quốc xã đang tập trung tại mặt trận Moldavia, chỉ để 11 nghìn quân tại vùng phụ cận của thủ đô Bucharest và 25 nghìn quân khác ở khu công nghiệp dầu lửa Ploieşti. Tướng Alfred Gerstenberg tuyên bố rằng ông ta chỉ cần vài khẩu đội pháo phòng không và chục khẩu súng máy là có thể dẹp tan được cuộc khởi nghĩa. Tuy nhiên, quân khởi nghĩa đã chống cự với sức mạnh của hơn 10.000 người cùng với hai sư đoàn cảnh vệ Romania tại Bucharest đã buộc tướng Alfred Gerstenberg phải cầu xin viện binh từ Tập đoàn quân 8 (Đức). Ba sư đoàn Đức do tướng SS Horst Hoffmeyer chỉ huy được điều về Bucharest nhằm dập tắt cuộc đảo chính nhưng đã bị quân khởi nghĩa Romania đánh lui tại "Công viên Ái quốc". Các lực lượng Đức tăng viện cho cuộc tấn công Bucharest đều bị Hồng quân cắt đứt, bao vây và tiêu diệt nhanh chóng. Đêm 25 tháng 8, quân đội Liên Xô và quân đội Romania chiếm sân bay Otopeni. Cùng lúc đó, quân đội Đức Quốc xã đang bao vây Ploieşti cũng bị quân đội Liên Xô và quân đội Romania hiệp đồng tấn công, buộc phải tháo chạy về Hungary với những tổn thất rất nặng nề. Quân Romania bắt được đến 5 vạn tù binh Đức và sau đó giao nộp số tù binh này cho Quân đội Liên Xô, trong đó có trung tướng Rainer Stahel, người đã chỉ huy quân đội Đức phòng thủ tại Vilnius hồi tháng 7 năm 1944. Ngày 29 tháng 8, các lực lượng Đức Quốc xã buộc phải rút lui khỏi Bucharest.
Các tài liệu Romania cho rằng chính những yếu tố nội tại của Romania đã đóng vai trò quyết định trong việc giải phóng họ khỏi ách thống trị của phát xít Đức, điều này trái ngược với những kiến giải của Liên Xô khi họ cho rằng thành công của chiến dịch Iaşi-Chişinău đã thúc đẩy cuộc đảo chính ở Romania và Hồng quân đã giải phóng đất nước này dưới sự giúp đỡ của nhân dân địa phương. Còn trong tác phẩm của mình, S. M. Stemenko cho rằng, cuộc khởi nghĩa Bucharest năm 1944 thành công do nhiều nguyên nhân khách quan và chủ quan. Nguyên nhân khách quan là đòn tấn công của quân đội Liên Xô đã làm sụp đổ Cụm tập đoàn quân Nam (Đức), làm cho các lực lượng Romania thân Đức mất chỗ dựa về chính trị, quân sự và ngoại giao và sự khinh suất của Ion Antonescu cũng như bộ máy chính phủ thân Đức của ông ta. Về chủ quan, đó là tinh thần yêu nước của người dân Romania, trong đó phải kể đến vai trò chủ động của Vua Mihai I, sự đoàn kết của các lực lượng chống phát xít ở Romania bao gồm những người cộng sản, những đảng phái chính trị cánh tả và cánh hữu, sự tổ chức chu đáo, chặt chẽ của những người khởi nghĩa. Trong khi quân đội Liên Xô chưa đến được Bucharest, chính những người khởi nghĩa chứ không phải quân đội Romania đã tổ chức chiến đấu chống lại quân đội Đức để bảo vệ thành quả của cuộc khởi nghĩa.

### Quân đội Romania gia nhập phe đồng minhchống phát xít
Trong bản tuyên bố ngày 25 tháng 8 năm 1944, Chính phủ Liên Xô nêu rõ:
| “                                                               | "Hồng quân Liên Xô sẽ không tước vũ khí của quân đội Romania. Không những Hồng quân kêu gọi họ ngừng bắn mà còn giúp họ bảo toàn các vũ khí, trang bị để cùng với Hồng quân tiến hành cuộc chiến tranh giải phóng chống lại bè lũ Hitler, giành đọc lập cho đất nước mình và chống lại bọn chư hầu thân Đức ở Hungary để giải phóng vùng Transilvania. Hồng quân chỉ có thể ngừng các hoạt động quân sự trên lãnh thổ Romania sau khi đã tiêu diệt được các đơn vị Đức Quốc xã, những kẻ đang áp bức và bóc lột người dân Romania. Sự giúp đỡ của quân đội Romania tại đây có thể tạo điều kiện để sớm chấm dứt chiến sự trên lãnh thổ Romania để Liên Xô và Romania sẽ sớm ký kết hiệp định đình chiến" | ” |
| — Thay mặt Chính phủ Liên Xô - Dân ủy Ngoại giao V. M. Molotov. | |   |

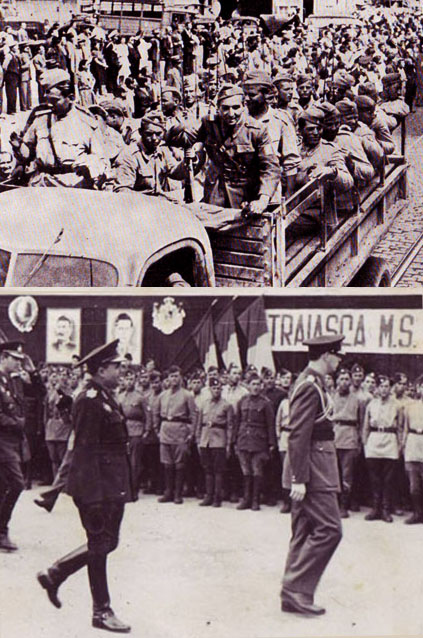
Sư đoàn bộ binh tình nguyện số 1 Romania mang tên Tudor Vladimirescu trở về chiến đấu cho tổ quốc Romania, tháng 8 năm 1944

Ngày 28 tháng 8, Chính phủ mới của Romania do tướng Constantin Sănătescu làm thủ tướng đã tuyên chiến với nước Đức Quốc xã và đề nghị ký kết ngay hiệp định đình chiến với Liên Xô. Ngày 29 tháng 8, hiệp định đình chiến được hai bên ký kết kèm theo điều khoản về việc chính phủ Romania đồng ý cho quân đội Liên Xô sử dụng lãnh thổ, phương tiện giao thông liên lạc, hệ thống đường sắt, đường bộ, đường sông, các hải cảng và cơ sở hạ tầng để triển khai quân đội tiến hành chiến tranh chống lại nước Đức Quốc xã. Quân đội Romania sẽ tham gia chiến đấu bên cạnh quân đội Liên Xô chống lại quân đội Đức Quốc xã. Về hình thức pháp lý thì từ ngày này, quân đội Romania trở thành quân của phe Đồng Minh nói chung và là đồng minh của quân đội Liên Xô nói riêng.
Trong quân đội của nước Romania mới, Sư đoàn bộ binh tình nguyện Tudor Vladimirescu được coi là nòng cốt cả về quân sự và chính trị. Sư đoàn được thành lập ngày 4 tháng 10 năm 1943 tại Riazan (Liên Xô). Quân số ban đầu gồm hơn 5.000 người đều là tù binh Romania bị bắt trong Chiến dịch Stalingrad và một số chiến dịch khác. Họ đã có đơn đề nghị chính phủ Liên Xô tạo điều kiện cho họ được tình nguyện chiến đấu bên cạnh Hồng quân Liên Xô để giải phóng đất nước họ khỏi chế độ chiếm đóng Đức Quốc xã. Chỉ huy sư đoàn là đại tá Nicolae Cambrea (nguyên chỉ huy Sư đoàn 5 Romania, bị bắt trong Chiến dịch Stalingrad), tham mưu trưởng là trung tá Iacob Teclu. Trong sư đoàn có 159 huấn luyện viên là sĩ quan quân đội Liên Xô do đại tá G. M. Yeremin, đại diện Bộ Tổng tham mưu Liên Xô đứng đầu. Tháng 8 năm 1944, sư đoàn tham gia chiến dịch Iaşi-Chişinău trong đội hình Phương diện quân Ukraina 2 với quân số 9.500 người, được trang bị 98 pháo, 160 súng cối, 110 đại liên và gần 500 trung liên. Đây là sư đoàn đầu tiên của quân đội Romania mới tiến vào Bucharest ngày 31 tháng 8 năm 1944.
Cũng theo hiệp định đình chiến Liên Xô - Romania ký ngày 29 tháng 8, Quân đội Romania sẽ điều động hai tập đoàn quân chiến đấu chống quân đội Đức Quốc xã bên cạnh quân đội Liên Xô ở mặt trận phía Đông (Romania gọi là mặt trận phía Tây). Từ ngày 31 tháng 8, Tập đoàn quân 4 Romania do tướng Gheorghe Avramescu chỉ huy bắt đầu tham gia chiến đấu trong đội hình Phương diện quân Ukraina 2 và phối hợp tác chiến chiến dịch với Tập đoàn quân 27 (Liên Xô). Tập đoàn quân gồm các sư đoàn bộ binh 3, 6, 9, 11, 18 và 21, các sư đoàn kỵ binh 1 và 8, cùng các trung đoàn xe tăng, pháo binh, súng cối và các phương tiện tăng cường; được biên chế thành các quân đoàn bộ binh 2 và 6. Tổng quân số của tập đoàn quân 4 Romania có 198.385 sĩ quan và binh sĩ. Tập đoàn quân 1 Romania do tướng Vasile Atanasiu chỉ huy nằm trong đội hình Phương diện quân Ukraina 2 và trực tiếp phối hợp tác chiến với Tập đoàn quân 53. Tập đoàn quân 1 Romania gồm Quân đoàn bộ binh 4 (các sư đoàn bộ binh 2, 4), Quân đoàn bộ binh 7 (các sư đoàn bộ binh 9, 19), Sư đoàn kỵ binh 9 cùng các trung đoàn xe tăng, pháo binh, súng cối và các đơn vị kỹ thuật. Không quân Romania chiến đấu bên cạnh không quân Liên Xô được đặt trong đội hình Tập đoàn quân không quân 5 (Liên Xô). Sư đoàn bộ binh tình nguyện số 1 Romania mang tên Tudor Vladimirescu vẫn là sư đoàn độc lập trực thuộc tư lệnh Phương diện quân Ukraina 2. Ngày 1 tháng 9, các tư lệnh quân đội Liên Xô và các tư lệnh quân đội Romania đã ký kết các quy định chung giữa hai bên về phối hợp tác chiến. STAVKA cũng lưu ý tư lệnh Phương diện quân Ukraina 2, nguyên soái R. Ya. Malinovsky cần căn cứ thực tế khả năng sẵn sàng chiến đấu của các tập đoàn quân Romania để giao các nhiệm vụ phù hợp với năng lực của họ.

## Kết quả, đánh giá và ảnh hưởng

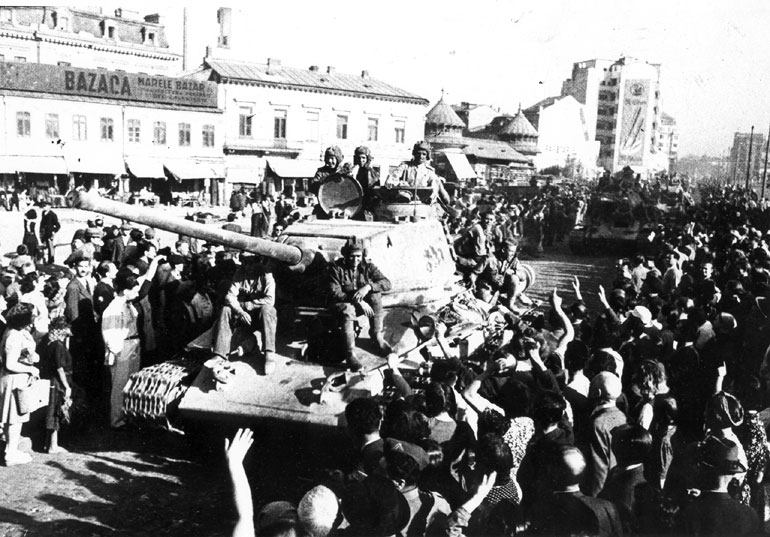
Quân đội Liên Xô tiến vào Bucharest ngày 31 tháng 8 năm 1944.

### Kết quả
Thắng lợi của quân đội Liên Xô trong chiến dịch Iaşi-Chişinău mang lại một ảnh hưởng lớn đến toàn bộ chiến dịch ở bán đảo Balkan. Cụm Tập đoàn quân Nam Ukraina đã bị đánh tan tác với 20 vạn quân chết và bị bắt, chưa kể hơn 200.000 quân Romania bị bắt và đầu hàng. Thương vong của Hồng quân phải nói là rất nhỏ nếu xét trong quy mô một chiến dịch như vậy. Vùng lãnh thổ của Moldova, tỉnh Izmail thuộc Ukraina và một phần lãnh thổ România đã được giải phóng. Mặc dù sau chiến dịch, các thế lực thân phát xít vẫn còn nắm giữ một phần lớn lãnh thổ Romania và cuộc chiến chống lại những lực lượng này vẫn còn tiếp diễn, nhưng về cơ bản phòng tuyến của quân Đức Quốc xã và các đồng minh tại đây đã tan vỡ. Không lâu sau đó, ngày 12 tháng 9 năm 1944, đại diện cho các nước Đồng Minh, chính phủ Liên Xô đã ký hiệp định đình chiến với Romania. Một đồng minh chính trị quan trọng và cũng là nguồn dầu khí, lúa mì của phe Trục đã bị loại khỏi vòng chiến. Sau chiến thắng này, Hồng quân tiến qua Bulgaria vào Nam Tư, buộc Cụm Tập đoàn quân E và Cụm Tập đoàn quân F của Đức phải tháo chạy khỏi Hy Lạp, Albania và Nam Tư để tránh bị bao vây. Cùng với các du kích Nam Tư và quân đội Bulgaria, Hồng quân giải phóng Beograd vào ngày 20 tháng 10 năm 1944.

### Đánh giá
Chiến dịch Iaşi-Chişinău được giới quân sự đánh giá là "trận Cannae của Iaşi-Chişinău". Đặc điểm nổi bật của chiến dịch là hai mũi công kích được thực hiện rất điêu luyện, tốc độ hành tiến rất nhanh cũng như việc mau chóng bao vây và tiêu diệt một khối quân lớn của kẻ địch và sự phối hợp chặt chẽ, nhịp nhàng của các đơn vị quân Liên Xô tham chiến. 126 đơn vị Hồng quân chiến đấu xuất sắc trong chiến dịch đã được trao thưởng các danh hiệu mang tên các địa danh được giải phóng như Chişinău, Iaşi, Izmail, Fokshanskih (Focșani), Rymniksky, Constanța.
Trong các tác phẩm của mình, nhà sử học Mazulenko cho rằng việc việc quân đội Romania tháo chạy có lẽ không thật chính xác. Nhiều đơn vị quân đội Romania vẫn còn chống trả Hồng quân. Tuy nhiên do sự chênh lệch quá lớn về trang bị cũng như sự thiếu thốn về pháo, súng cối, các vũ khí chống tăng và vũ khí phòng không đã khiến quân đội Romania nhanh chóng bị Hồng quân đánh bại. Trái với các tuyên bố của phía Đức, một tiểu luận của David M. Glantz và trong bài nghiên cứu về chiến dịch này do Kissel xuất bản cho rằng Sư đoàn xe tăng 1 mang tên "Đại Romania" đã kháng cự lại quân đội Liên Xô cho đến khi họ đã bị đánh tan. Quân đội Romania chỉ thật sự đầu hàng khi Hồng quân đã tiến sâu vào lãnh thổ Romania và Tập đoàn quân 6 (Đức) bị cắt rời hoàn toàn khỏi các lực lượng Đức khác ở Romania.
Tiến sĩ Michael Kroner đánh giá Chiến dịch tấn công chiến lược Iaşi–Chişinău là Trận Stalingrad thứ hai. Trong hồi ký của mình, tướng Johannes Frießner gọi ngày 23 tháng 8 năm 1944 là ngày đen tối nhất của quân đội Đức Quốc xã ở Romania. Tướng Kurt von Tippelskirch coi chiến dịch này như một thảm họa đối với Cụm tập đoàn quân Nam Ukraina còn tướng Hans Kissel gọi đó là "thảm họa ở Romania". Hans Kissel viết:
| “             | Theo nghĩa đen của nó, thảm họa ở Romania là một thất bại với quy mô lớn, để lại các hậu quả về chính trị và quân sự nghiêm trọng không kém so với trận Stalingrad | ” |
| — Hans Kissel | |   |

Có một điểm khác biệt đáng chú ý khi so sánh Chiến dịch Stalingrad với Chiến dịch Iaşi-Chişinău, đó là về thời gian. Kể từ khi phát động cuộc phản công ngày 19 tháng 11 năm 1942, quân đội Liên Xô phải mất hơn 2 tháng mới tiêu diệt được Tập đoàn quân 6 (Đức), đánh tan các tập đoàn quân Romania 3, 4 và hai cụm tác chiến Đức (Hoth và Hollidt) thì đến tháng 8 năm 1944, tại Iaşi-Chişinău và toàn bộ miền Đông Romania, mọi việc chỉ diễn ra trong vòng 10 ngày.

### Ảnh hưởng

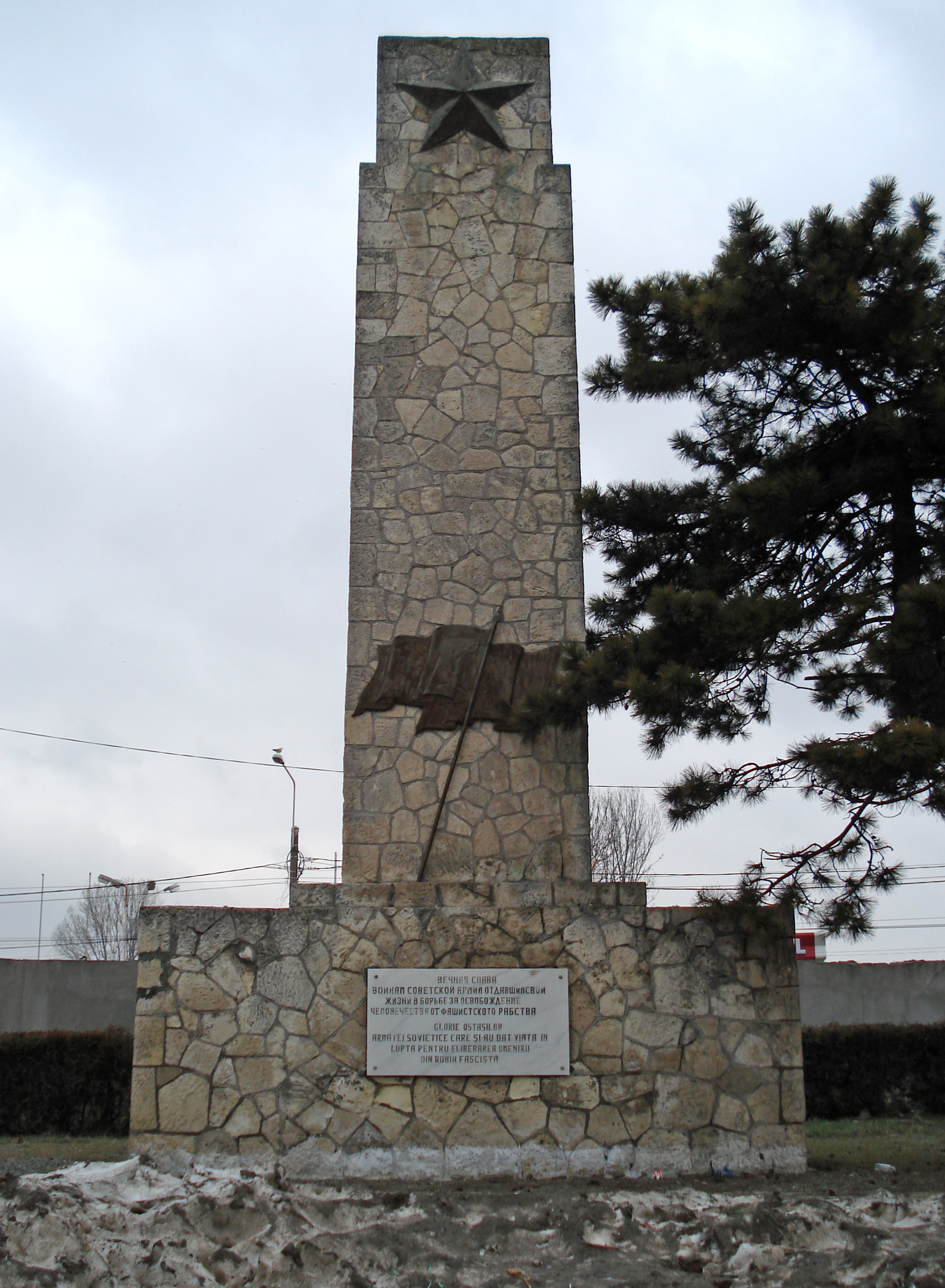
Đài kỷ niệm quân đội Liên Xô ở thành phố cảng Constanta

Về mặt chính trị, chiến dịch Iaşi-Chişinău thúc đẩy cuộc đảo chính của vua Michael và khiến Romania chuyển sang ủng hộ Liên Xô, chống lại phát xít Đức. Gần như cùng lúc đó, một cuộc chiến tranh nhỏ giữa Hungary và Romania nổ ra khi quân đội Romania định chiếm lại những vùng đất của họ mà Đức đã cắt cho Hungary hồi năm 1940 theo Phán quyết Viên lần thứ hai năm 1940. Sự thành công của chiến dịch Iaşi-Chişinău cũng giúp Liên Xô giành lại được vùng Bessarabia và Bắc Bukovina mà họ từng lấy lại được từ tay Romania trong năm 1940.
Ngoài tổn thất về người và vũ khí, việc để mất một đồng minh quan trọng như Romania là một thiệt hại lớn về chính trị đối với nước Đức Quốc xã. Việc quân đội Romania gia nhập hàng ngũ các lực lượng chống phát xít đã trở thành một "tấm gương" đối với quân đội Bulgaria, quân đội Serbia thân phát xít, quân đội Hungary và quân đội Slovakia. Không lâu sau đó, trong Chiến dịch giải phóng Bulgaria, quân đội nước này đã không đợi đến khi quân đội Liên Xô tấn công mà còn mở cửa biên giới để quân đội Liên Xô tiến vào Bulgaria sau khi cuộc Cuộc khởi nghĩa tại Bulgaria giành được thắng lợi. Về kinh tế, sự kiện quân đội Liên Xô đánh chiếm khu công nghiệp dầu mỏ Ploieşti là một đòn nặng nề giáng vào bộ máy chiến tranh cũng như nền công nghiệp chiến tranh của nước Đức Quốc xã. Giờ đây, quân đội Đức Quốc xã chỉ còn có thể trong cậy vào nguồn dầu mỏ trên khu vực biên giới Áo - Hungary với sản lượng xấp xỉ khu vực Ploieşti trong khi các nguồn cung khác đều bị đồng minh phong tỏa.
Sự thất bại của quân đội Đức Quốc xã tại Moldova và Romania còn làm cho nước Đức tổn thất một nhân vật ngoại giao quan trọng và kèm theo đó là một bộ máy gián điệp đang hoạt động tại Bucharest bị phá vỡ. Sau khi mất hết mọi hi vọng ổn định được tình hình và bị quân đội Liên Xô truy lùng ráo riết, ngày 2 tháng 9 năm 1944, đại sứ Đức tại Bucharest là Manfred von Killinger, người đã thực thi chính sách chống người Do Thái tại Romania và nhúng tay vào vụ thảm sát người Do Thái ở Iaşi năm 1941 đã tự bắn vào đầu mình trong phòng làm việc. Quân đội Liên Xô đã ra lệnh truy nã tất cả các nhân viên ngoại giao Đức ở Bucharest như truy nã các tội phạm chiến tranh. Ban đầu, chính phủ của Constantin Sănătescu từ chối giao nộp các "nhà ngoại giao" Đức cho Liên Xô, viện cớ phái đoàn ngoại giao của Romania ở Berlin sẽ gặp nguy hiểm nếu Hitler trả thù họ. Tuy nhiên, các nhân viên NKVD Liên Xô vẫn tìm ra các nhà ngoại giao này một cách tình cờ. Tại một số bệnh viện ở Bucharest, người ta thấy các bác sĩ Romania điều trị cả những người Đức còn khỏe mạnh và ngay sau đó, các "bệnh nhân" này phải trở về đúng chỗ của họ trong các trại tù binh. Sau khi quân đội Liên Xô chiếm giữ tòa đại sứ Đức ở Bucharest, bộ máy gián điệp của nước Đức Quốc xã ở Romania hoàn toàn bị tê liệt vì không còn ai chỉ huy.
60 năm sau chiến tranh, người ta vẫn nhắc đến những huyền thoại khủng khiếp về các trại tập trung tù binh ở Liên Xô mà quên đi những vụ thảm sát ghê rợn mà quân đội Đức Quốc xã cùng quân đội Romania thân Đức đã gây ra tại Iaşi năm 1941 cũng như các Holocaust tại Romania. Anatol Petrencu, Chủ tịch Hội sử gia Moldova phát biểu tại một hội thảo nhân kỷ niệm 60 năm Chiến dịch tấn công chiến lược Iaşi–Chişinău cho rằng sau chiến dịch, Hồng quân tiếp tục tấn công và truy đuổi số quân Romania còn đóng ở khu vực này khiến hơn 17 vạn binh sĩ Romania đã bị bắt, bị trục xuất và 4 vạn trong số đó bị giam trong các trại tù binh chiến tranh ở Bălţi, nơi phần nhiều trong số họ bị hành quyết hoặc bị chết vì đói rét và bệnh tật. Tuy nhiên, cũng tại cuộc hội thảo này, Tổng thống Moldova Vladimir Voronin cho rằng những thông tin đó chỉ nhằm tô thêm màu sắc cho cái gọi là "những nạn nhân của chế độ cộng sản" do những người Romania gốc Đức theo xu hướng đòi tự trị cho xứ Transilvania dựng lên. Ông cũng cảnh cáo họ rằng đó là sự xúc phạm lớn đối với các cựu chiến binh của quân đội Liên Xô và quân đội Romania. Các tài liệu lịch sử của nước Đức và lịch sử quân đội Romania ghi nhận con số 170.000 quân Romania bị bắt trong chiến dịch cùng với 115.000 quân Đức. Tuy nhiên, người Nga đã tuyển mộ hầu hết số quân Romania đầu hàng, trong đó có sư đoàn 5 Romania đầu hàng toàn bộ để biên chế vào các tập đoàn quân 1 và 4 (Romania) mới cải tổ lại và bắt đầu chiến đấu trong hàng ngũ đồng minh chống phát xít. Chỉ có vài nghìn sĩ quan và hạ sĩ quan thân phát xít Đức bị thanh lọc. Một số đơn vị Romania bị các phần tử phát xít chỉ huy ép buộc nổ súng chống lại quân đội Liên Xô đều bị tước vũ khí và bị bắt giam.

### Thu hồi lãnh thổ nước Cộng hòa Xã hội chủ nghĩa Xô Viết Moldova

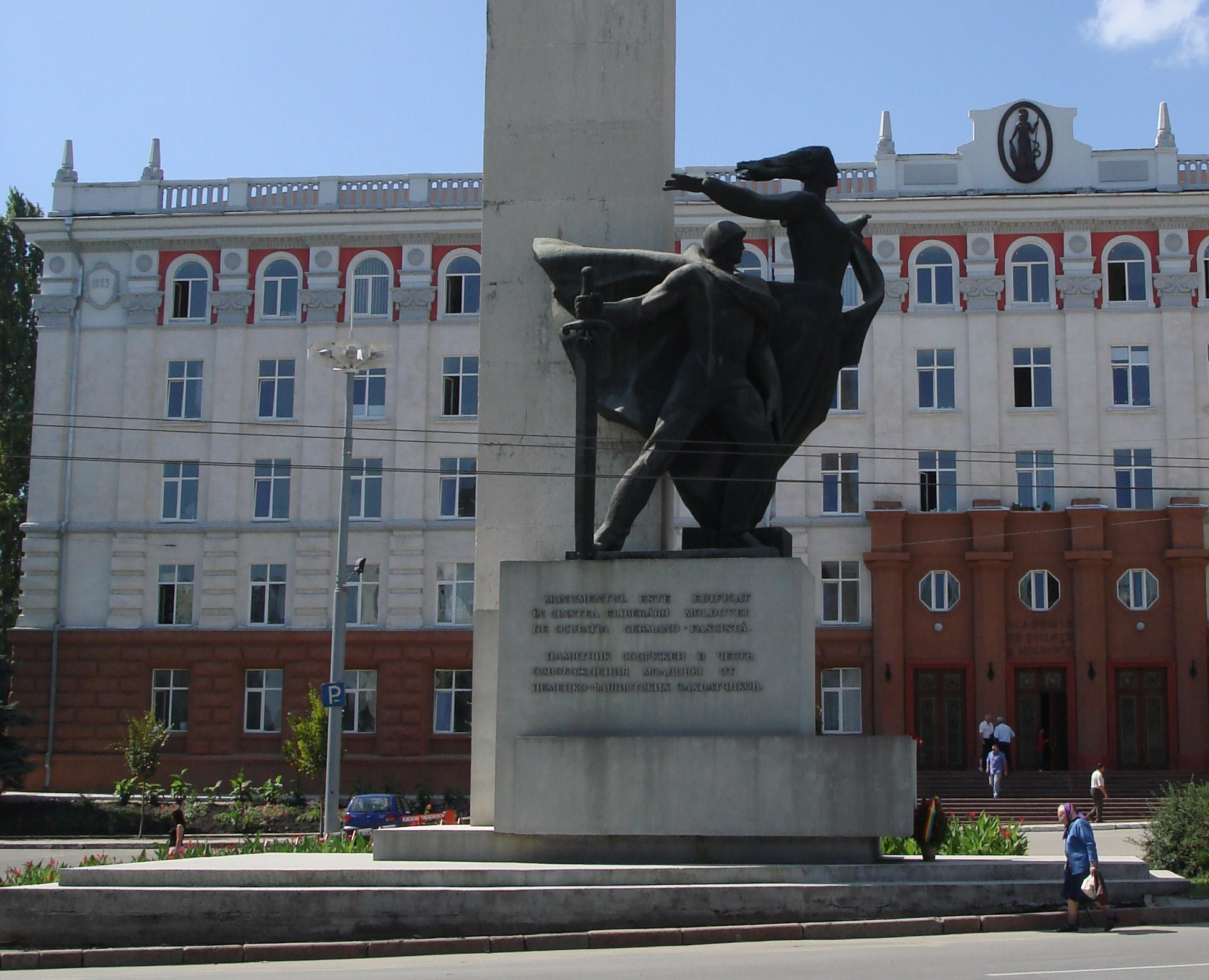
Tượng đài kỉ niệm sự kiện quân đội Liên Xô giải phóng Chişinău tại thành phố này.

Ngay sau chiến dịch Iaşi-Chişinău, phía Liên Xô ngay lập tức tái khởi động chương trình xây dựng và phục hồi kinh tế, cơ sở vật chất tại vùng lãnh thổ của Cộng hòa Xã hội chủ nghĩa Xô viết Moldavia, vốn bị gián đoạn do cuộc xâm lược của quân Đức Quốc xã. Trong giai đoạn 1944-45, Liên Xô đã đầu tư vào đây 448 triệu rúp. Quá trình Xô Viết hóa và xây dựng nền kinh tế xã hội chủ nghĩa vốn bị dang dở từ hồi năm 1941 cũng được tiếp tục. Từ ngày 19 tháng 9 năm 1944, lực lượng Hồng quân trong cộng đồng dân cư địa phương đã được khôi phục, chiếc cầu đường sắt bắc qua sông Dniestr vốn bị quân Đức và Romania phá sập cũng được sửa chữa lại. Hệ thống công nghiệp được xây dựng với 22 cơ sở sản xuất công nghiệp lớn được thành lập trong giai đoạn 1944-1945. 226 nông trang và 60 nông trường quốc doanh cũng được tái lập tại khu vực tả ngạn Dniestr. Nông dân được cung cấp vốn liếng, nông cụ, gia súc, ngựa,... để tái sản xuất. Tuy nhiên, hạn hán, chiến tranh, cùng việc áp dụng hệ thống phân phối sản phẩm, tập thể hóa nông nghiệp một cách ồ ạt và cứng nhắc đã gây ra sự hỗn loạn trong cộng đồng dân cư cũng như gây ra nạn đói trong giai đoạn này.
Việc tái chiếm lại lãnh thổ Moldova mang lại cho quân đội Liên Xô một nguồn nhân lực mới, bù đắp cho quân số phần nào bị hao hụt trong các trận đánh trước. Sau chiến dịch Iaşi-Chişinău, Hồng quân đã tuyển mộ được 256.800 binh sĩ từ cộng đồng cư dân Moldova.

## Tưởng niệm và ghi công

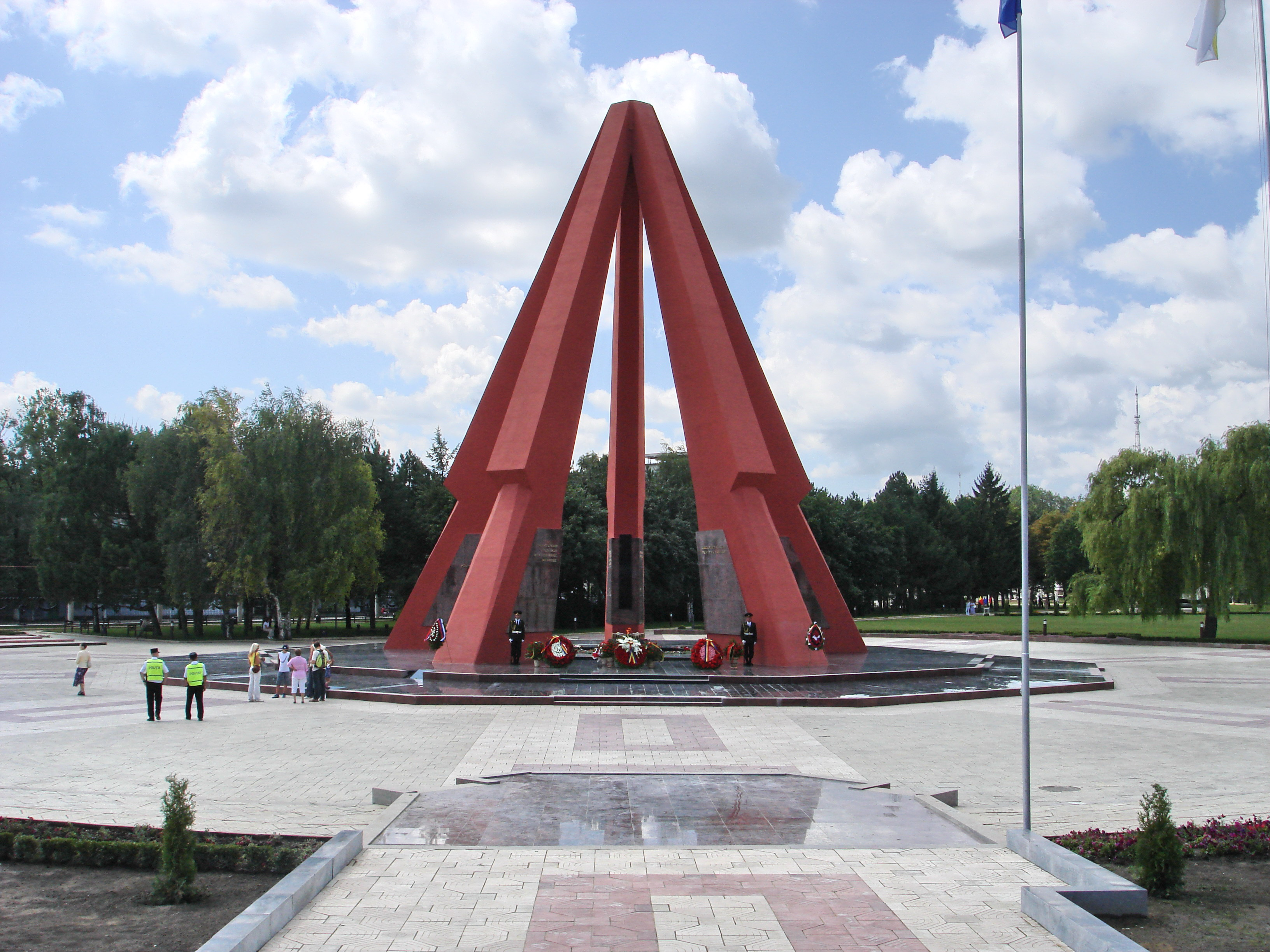
Ngọn tháp trung tâm của khu phức hợp tưởng niệm "Eternitate" tại Chişinău được tạo bởi 5 cây súng trường cách điệu che chở cho "Ngọn lửa vĩnh cửu"

Sau chiến dịch, 126 đơn vị quân đội Liên Xô từ cấp trung đoàn trở lên được mang các danh hiệu vinh dự "Kishinev", "Yassi", "Izmail", "Fokshany", "Rymniksky", "Constanta" và các địa danh khác mà họ đã giải phóng. Ngày 25 tháng 8 năm 2012, một ngôi làng ở quận Riscani đã được đặt tên là Malinovsky, theo tên của R. Ya. Malinovsky, một trong hai chỉ huy chính của chiến dịch Iaşi-Chişinău, đã diễn ra các sự kiện kỷ niệm chiến dịch Iaşi-Chişinău.
Ngày 9 tháng 5 năm 1975, một khu tưởng niệm phức hợp mang tên "Eternitate" được khánh thành tại Chişinău sau hơn 1 năm xây dựng. Trung tâm của khu tưởng niệm phức hợp là Đài tưởng niệm hình tháp nhọn được tạo bởi 5 khẩu súng trường cách điệu hóa làm bằng bê tông ốp đá đỏ. Chính giữa ngọn tháp là "Ngọn lửa vĩnh cửu", một biểu tượng thường thấy ở Liên Xô (cũ) và các nước Đông Âu để kỷ niệm những người lính đã hi sinh trong cuộc đấu tranh chống chủ nghĩa phát xít. Tác giả của ngọn tháp trung tâm là các nhà điêu khắc Aleksey Mayko và Yosif Ponyatovsky, do kiến trúc sư Aleksandr Minayev tổ chức xây dựng. Từ tháng 4 đến tháng 8 năm 2006, khu phức hợp tưởng niệm này được trùng tu bởi kiến trúc Semyon Mikhailovich Shoykhet và nhà điêu khắc Sergey Andreyevich Ganenko. Những nhà trùng tu vẫn bảo lưu toàn bộ thiết kế và quy hoạch ban đầu của khu tưởng niệm này. Việc tổ chức lễ kỷ niệm ngày giải phóng Moldova khỏi quân xâm lược Đức-Romania tại Chişinău cũng được phục hồi từ ngày 24 tháng 8 năm 2006..
Tên một con đường ở quận Botanica tại thủ đô Chişinău được đặt tên là Aleksey Belskiy, tên một anh hùng Liên Xô đã tham gia cuộc chiến giải phóng Chişinău. Sau năm 1991, con đường được đổi tên thành Cuza Voda, đặt theo tên của vua Alexandru Ioan Cuza, một vị vua Romania có công lớn trong việc đặt nền móng độc lập tự chủ cho quốc gia này. Tuy nhiên, vào năm 2011, theo gợi ý của cư dân địa phương, tổ chức Đoàn thanh niên Nga tại Cộng hòa Moldova (Лига русской молодёжи Республики Молдова) đã tiến hành thu thập 5.000 chữ ký và trình lên thị trưởng Chişinău kiến nghị về việc đổi tên đường lại như cũ.. Hành động này nhận được sự ủng hộ của khoảng 30 tổ chức phi chính phủ và đảng phái chính trị khác, trong đó có thống đốc tỉnh Gagauzi Mikhail Makarovich Formuzal, Đảng Cộng sản Modova, Đảng Ái quốc Moldova, Đảng Xã hội dân chủ Moldova, Đảng Xã hội chủ nghĩa Moldova, Đảng của các lực lượng trung dung, cộng đồng người Nga tại Moldova, cộng đồng người Ukraina tại Moldova và một số tổ chức, cá nhân khác. Nhân kỉ niệm 68 năm giải phóng Moldova và Chişinău khỏi ách phát xít, đề xuất này cũng được trình lên Hội đồng thành phố Trước đề nghị đó, thị trưởng Chişinău Dorin Chirtoacă đã hứa sẽ xem xét việc đổi lại tên cho đường phố này.